# Mistrovství Evropy v basketbalu mužů 2015
39. mistrovství Evropy v basketbalu mužů se konalo ve dnech 4. – 22. září v Chorvatsku, Francii, Lotyšsku a Německu. Původně se mělo konat na Ukrajině, ale kvůli tamějším nepokojům se Ukrajina vzdala pořadatelství.
Turnaje se zúčastnilo 24 týmů, rozdělených do čtyř šestičlenných skupin. První tři družstva postoupila do dvou osmifinálových skupin z nichž nejlepší čtyři družstva se kvalifikovala do Play off. Mistrem Evropy se stali basketbalisté Španělska.

## Kvalifikace

Kvalifikace na Mistrovství Evropy v basketbalu mužů 2015

| Mistrovství Evropy 2013 - Francie - Chorvatsko - Litva - Slovinsko - Srbsko - Španělsko - Ukrajina | Mistrovství světa 2014 - Finsko - Řecko - Turecko Předkvalifikace - Estonsko | Kvalifikace - Belgie - Bosna a Hercegovina - Česko - Gruzie - Island - Itálie - Izrael - Lotyšsko - Makedonie - Německo - Nizozemsko - Polsko - Rusko |

## Pořádající města
| Záhřeb           | Montpellier       | Lille               | Riga             | Berlín                     |
| ---------------- | ----------------- | ------------------- | ---------------- | -------------------------- |
| Arena Zagreb     | Park&Suites Arena | Stade Pierre-Mauroy | Aréna Riga       | Mercedes-Benz Arena Berlín |
| Kapacita: 16 500 | Kapacita: 10 700  | Kapacita: 27 500    | Kapacita: 12 500 | Kapacita: 14 500           |
|                  |                   |                     |                  |                            |

## Výsledky a tabulky

### Základní skupiny

#### Skupina A
|    |                     | FRA   | ISR   | POL   | FIN   | RUS   | BOS   | V | P | Skóre   | B  |
| 1. | Francie             | ***   | 85:61 | 69:66 | 97:87 | 74:67 | 81:54 | 5 | 0 | 407:335 | 10 |
| 2. | Izrael              | 61:85 | ***   | 75:73 | 79:66 | 76:73 | 84:86 | 3 | 2 | 375:384 | 8  |
| 3. | Polsko              | 66:69 | 73:75 | ***   | 75:65 | 82:79 | 68:64 | 3 | 2 | 367:352 | 8  |
| 4. | Finsko              | 87:97 | 66:79 | 65:75 | ***   | 81:79 | 88:59 | 2 | 3 | 387:392 | 7  |
| 5. | Rusko               | 67:74 | 73:76 | 79:82 | 79:81 | ***   | 81:61 | 1 | 4 | 379:374 | 6  |
| 6. | Bosna a Hercegovina | 54:81 | 86:84 | 54:68 | 59:88 | 61:81 | ***   | 1 | 4 | 324:407 | 6  |

| 5. září 2015 15:00 | Zpráva | Polsko                                          | 68 – 64 | Bosna a Hercegovina |  | Park&Suites Arena, Montpellier Rozhodčí: Fernando Rocha (POR), Renaud Geller (BEL), Jurgis Laurinavičius (LTU) |
| 5. září 2015 15:00 | Zpráva | Skóre po čtvrtinách: 16:18, 24:12, 18:23, 10:11 |         |                     |  | Park&Suites Arena, Montpellier Rozhodčí: Fernando Rocha (POR), Renaud Geller (BEL), Jurgis Laurinavičius (LTU) |
| 5. září 2015 15:00 | Zpráva | Waczyński 15                                    | Body    | Stipanovič 20       |  | Park&Suites Arena, Montpellier Rozhodčí: Fernando Rocha (POR), Renaud Geller (BEL), Jurgis Laurinavičius (LTU) |
| 5. září 2015 15:00 | Zpráva | Kulig 8                                         | Dosk.   | Miloševič 7         |  | Park&Suites Arena, Montpellier Rozhodčí: Fernando Rocha (POR), Renaud Geller (BEL), Jurgis Laurinavičius (LTU) |
| 5. září 2015 15:00 | Zpráva | Ponitka 6                                       | Asist.  | Alex Renfroe 5      |  | Park&Suites Arena, Montpellier Rozhodčí: Fernando Rocha (POR), Renaud Geller (BEL), Jurgis Laurinavičius (LTU) |

| 5. září 2015 17:30 | Zpráva | Izrael                                          | 76 – 73 | Rusko                   |  | Park&Suites Arena, Montpellier Rozhodčí: Matej Boltauzer (SLO), Siniša Herceg (CRO), Apostolos Kalpakas (SWE) |
| 5. září 2015 17:30 | Zpráva | Skóre po čtvrtinách: 18:21, 11:18, 21:10, 26:24 |         |                         |  | Park&Suites Arena, Montpellier Rozhodčí: Matej Boltauzer (SLO), Siniša Herceg (CRO), Apostolos Kalpakas (SWE) |
| 5. září 2015 17:30 | Zpráva | Casspi 21                                       | Body    | Chvostov, Vorončevič 15 |  | Park&Suites Arena, Montpellier Rozhodčí: Matej Boltauzer (SLO), Siniša Herceg (CRO), Apostolos Kalpakas (SWE) |
| 5. září 2015 17:30 | Zpráva | Casspi 9                                        | Dosk.   | Vorončevič 13           |  | Park&Suites Arena, Montpellier Rozhodčí: Matej Boltauzer (SLO), Siniša Herceg (CRO), Apostolos Kalpakas (SWE) |
| 5. září 2015 17:30 | Zpráva | Ohayon 5                                        | Asist.  | Chvostov, Vorončevič 5  |  | Park&Suites Arena, Montpellier Rozhodčí: Matej Boltauzer (SLO), Siniša Herceg (CRO), Apostolos Kalpakas (SWE) |

| 5. září 2015 21:00 | Zpráva | Francie                                                       | 97 – 87 | Finsko    | prodl. | Park&Suites Arena, Montpellier Počet diváků: 10 407 Rozhodčí: Olegs Latiševs (LAT), Spyridon Gontas (GRE), Igor Dragojevič (MNE) |
| 5. září 2015 21:00 | Zpráva | Skóre po čtvrtinách: 24:22, 21:15, 23:23, 13:21, Prodl.: 16:6 |         |           | prodl. | Park&Suites Arena, Montpellier Počet diváků: 10 407 Rozhodčí: Olegs Latiševs (LAT), Spyridon Gontas (GRE), Igor Dragojevič (MNE) |
| 5. září 2015 21:00 | Zpráva | Parker 23                                                     | Body    | Wilson 21 | prodl. | Park&Suites Arena, Montpellier Počet diváků: 10 407 Rozhodčí: Olegs Latiševs (LAT), Spyridon Gontas (GRE), Igor Dragojevič (MNE) |
| 5. září 2015 21:00 | Zpráva | Lauvergne, de Colo                                            | Dosk.   | Murphy 11 | prodl. | Park&Suites Arena, Montpellier Počet diváků: 10 407 Rozhodčí: Olegs Latiševs (LAT), Spyridon Gontas (GRE), Igor Dragojevič (MNE) |
| 5. září 2015 21:00 | Zpráva | de Colo 6                                                     | Asist.  | Koponen 7 | prodl. | Park&Suites Arena, Montpellier Počet diváků: 10 407 Rozhodčí: Olegs Latiševs (LAT), Spyridon Gontas (GRE), Igor Dragojevič (MNE) |

| 6. září 2015 15:00 | Zpráva | Rusko                                           | 79 – 82 | Polsko       |  | Park&Suites Arena Montpellier Rozhodčí: Oļegs Latiševs (LAT), Siniša Herceg (CRO), Anthonie Sinterniklaas (NED) |
| 6. září 2015 15:00 | Zpráva | Skóre po čtvrtinách: 22:19, 18:23, 16:18, 23:22 |         |              |  | Park&Suites Arena Montpellier Rozhodčí: Oļegs Latiševs (LAT), Siniša Herceg (CRO), Anthonie Sinterniklaas (NED) |
| 6. září 2015 15:00 | Zpráva | Zubkov 21                                       | Body    | Waczyński 23 |  | Park&Suites Arena Montpellier Rozhodčí: Oļegs Latiševs (LAT), Siniša Herceg (CRO), Anthonie Sinterniklaas (NED) |
| 6. září 2015 15:00 | Zpráva | Zubkov 7                                        | Dosk.   | Gortat 6     |  | Park&Suites Arena Montpellier Rozhodčí: Oļegs Latiševs (LAT), Siniša Herceg (CRO), Anthonie Sinterniklaas (NED) |
| 6. září 2015 15:00 | Zpráva | Khvostov 5                                      | Asist.  | Slaughter 5  |  | Park&Suites Arena Montpellier Rozhodčí: Oļegs Latiševs (LAT), Siniša Herceg (CRO), Anthonie Sinterniklaas (NED) |

| 6. září 2015 17:30 | Zpráva | Finsko                                          | 66 – 79 | Izrael     |  | Park&Suites Arena Montpellier Rozhodčí: Fernando Rocha (POR), Spyridon Gontas (GRE), Renaud Geller (BEL) |
| 6. září 2015 17:30 | Zpráva | Skóre po čtvrtinách: 13:25, 18:21, 23:16, 12:17 |         |            |  | Park&Suites Arena Montpellier Rozhodčí: Fernando Rocha (POR), Spyridon Gontas (GRE), Renaud Geller (BEL) |
| 6. září 2015 17:30 | Zpráva | Murphy 24                                       | Body    | Eliyahu 22 |  | Park&Suites Arena Montpellier Rozhodčí: Fernando Rocha (POR), Spyridon Gontas (GRE), Renaud Geller (BEL) |
| 6. září 2015 17:30 | Zpráva | Murphy 9                                        | Dosk.   | Fischer 11 |  | Park&Suites Arena Montpellier Rozhodčí: Fernando Rocha (POR), Spyridon Gontas (GRE), Renaud Geller (BEL) |
| 6. září 2015 17:30 | Zpráva | Koponen 5                                       | Asist.  | Eliyahu 6  |  | Park&Suites Arena Montpellier Rozhodčí: Fernando Rocha (POR), Spyridon Gontas (GRE), Renaud Geller (BEL) |

| 6. září 2015 21:00 | Zpráva | Bosna a Hercegovina                             | 54 – 81 | Francie               |  | Park&Suites Arena Montpellier Počet diváků: 10 212 Rozhodčí: Matej Boltauzer (SLO), Apostolos Kalpakas (SWE), Jurgis Laurinavičius (LTU) |
| 6. září 2015 21:00 | Zpráva | Skóre po čtvrtinách: 15:17, 11:20, 10:30, 18:14 |         |                       |  | Park&Suites Arena Montpellier Počet diváků: 10 212 Rozhodčí: Matej Boltauzer (SLO), Apostolos Kalpakas (SWE), Jurgis Laurinavičius (LTU) |
| 6. září 2015 21:00 | Zpráva | Kikanović, Stipanović 10                        | Body    | De Colo, Lauvergne 12 |  | Park&Suites Arena Montpellier Počet diváků: 10 212 Rozhodčí: Matej Boltauzer (SLO), Apostolos Kalpakas (SWE), Jurgis Laurinavičius (LTU) |
| 6. září 2015 21:00 | Zpráva | Albijanić 6                                     | Dosk.   | De Colo, Lauvergne 7  |  | Park&Suites Arena Montpellier Počet diváků: 10 212 Rozhodčí: Matej Boltauzer (SLO), Apostolos Kalpakas (SWE), Jurgis Laurinavičius (LTU) |
| 6. září 2015 21:00 | Zpráva | Šutalo 4                                        | Asist.  | Diaw 6                |  | Park&Suites Arena Montpellier Počet diváků: 10 212 Rozhodčí: Matej Boltauzer (SLO), Apostolos Kalpakas (SWE), Jurgis Laurinavičius (LTU) |

| 7. září 2015 15:00 | Zpráva | Finsko                                          | 81 – 79 | Rusko                    |  | Park&Suites Arena Montpellier Rozhodčí: Matej Boltauzer (SLO), Igor Dragojević (MNE), Jurgis Laurinavičius (LTU |
| 7. září 2015 15:00 | Zpráva | Skóre po čtvrtinách: 16:20, 20:18, 27:26, 18:15 |         |                          |  | Park&Suites Arena Montpellier Rozhodčí: Matej Boltauzer (SLO), Igor Dragojević (MNE), Jurgis Laurinavičius (LTU |
| 7. září 2015 15:00 | Zpráva | Murphy 19                                       | Body    | Fridzon 22               |  | Park&Suites Arena Montpellier Rozhodčí: Matej Boltauzer (SLO), Igor Dragojević (MNE), Jurgis Laurinavičius (LTU |
| 7. září 2015 15:00 | Zpráva | Kotti, Murphy 7                                 | Dosk.   | Vorontsevich 11          |  | Park&Suites Arena Montpellier Rozhodčí: Matej Boltauzer (SLO), Igor Dragojević (MNE), Jurgis Laurinavičius (LTU |
| 7. září 2015 15:00 | Zpráva | Koponen 6                                       | Asist.  | Khvostov, Vorontsevich 5 |  | Park&Suites Arena Montpellier Rozhodčí: Matej Boltauzer (SLO), Igor Dragojević (MNE), Jurgis Laurinavičius (LTU |

| 7. září 2015 17:30 | Zpráva | Izrael                                                        | 84 – 86 | Bosna a Hercegovina | prodl. | Park&Suites Arena Montpellier Počet diváků: 6 288 Rozhodčí: Fernando Rocha (POR), Oļegs Latiševs (LAT), Anthonie Sinterniklaas (NED) |
| 7. září 2015 17:30 | Zpráva | Skóre po čtvrtinách: 29:16, 16:19, 15:25, 15:15, Prodl.: 9:11 |         |                     | prodl. | Park&Suites Arena Montpellier Počet diváků: 6 288 Rozhodčí: Fernando Rocha (POR), Oļegs Latiševs (LAT), Anthonie Sinterniklaas (NED) |
| 7. září 2015 17:30 | Zpráva | Casspi 29                                                     | Body    | Gordić 22           | prodl. | Park&Suites Arena Montpellier Počet diváků: 6 288 Rozhodčí: Fernando Rocha (POR), Oļegs Latiševs (LAT), Anthonie Sinterniklaas (NED) |
| 7. září 2015 17:30 | Zpráva | Fischer 8                                                     | Dosk.   | Stipanović 18       | prodl. | Park&Suites Arena Montpellier Počet diváků: 6 288 Rozhodčí: Fernando Rocha (POR), Oļegs Latiševs (LAT), Anthonie Sinterniklaas (NED) |
| 7. září 2015 17:30 | Zpráva | Mekel 7                                                       | Asist.  | Renfroe 8           | prodl. | Park&Suites Arena Montpellier Počet diváků: 6 288 Rozhodčí: Fernando Rocha (POR), Oļegs Latiševs (LAT), Anthonie Sinterniklaas (NED) |

| 7. září 2015 21:00 | Zpráva | Francie                                         | 69 – 66 | Polsko                |  | Park&Suites Arena Montpellier Počet diváků: 10 016 Rozhodčí: Spyridon Gontas (GRE), Siniša Herceg (CRO), Renaud Geller (BEL) |
| 7. září 2015 21:00 | Zpráva | Skóre po čtvrtinách: 14:14, 16:12, 22:21, 17:19 |         |                       |  | Park&Suites Arena Montpellier Počet diváků: 10 016 Rozhodčí: Spyridon Gontas (GRE), Siniša Herceg (CRO), Renaud Geller (BEL) |
| 7. září 2015 21:00 | Zpráva | Parker 16                                       | Body    | Waczyński 18          |  | Park&Suites Arena Montpellier Počet diváků: 10 016 Rozhodčí: Spyridon Gontas (GRE), Siniša Herceg (CRO), Renaud Geller (BEL) |
| 7. září 2015 21:00 | Zpráva | De Colo 8                                       | Dosk.   | Gortat 11             |  | Park&Suites Arena Montpellier Počet diváků: 10 016 Rozhodčí: Spyridon Gontas (GRE), Siniša Herceg (CRO), Renaud Geller (BEL) |
| 7. září 2015 21:00 | Zpráva | Diaw 5                                          | Asist.  | Koszarek, Slaughter 3 |  | Park&Suites Arena Montpellier Počet diváků: 10 016 Rozhodčí: Spyridon Gontas (GRE), Siniša Herceg (CRO), Renaud Geller (BEL) |

| 9. září 2015 15:00 | Zpráva | Bosna a Hercegovina                             | 59 – 88 | Finsko     |  | Park&Suites Arena Montpellier Rozhodčí: Oļegs Latiševs (LAT), Siniša Herceg (CRO), Anthonie Sinterniklaas (NED) |
| 9. září 2015 15:00 | Zpráva | Skóre po čtvrtinách: 12:19, 15:22, 15:31, 17:16 |         |            |  | Park&Suites Arena Montpellier Rozhodčí: Oļegs Latiševs (LAT), Siniša Herceg (CRO), Anthonie Sinterniklaas (NED) |
| 9. září 2015 15:00 | Zpráva | Albijanić 14                                    | Body    | Wilson 16  |  | Park&Suites Arena Montpellier Rozhodčí: Oļegs Latiševs (LAT), Siniša Herceg (CRO), Anthonie Sinterniklaas (NED) |
| 9. září 2015 15:00 | Zpráva | Kikanović, Stipanović 5                         | Dosk.   | Nuutinen 8 |  | Park&Suites Arena Montpellier Rozhodčí: Oļegs Latiševs (LAT), Siniša Herceg (CRO), Anthonie Sinterniklaas (NED) |
| 9. září 2015 15:00 | Zpráva | Renfroe 6                                       | Asist.  | Koponen 6  |  | Park&Suites Arena Montpellier Rozhodčí: Oļegs Latiševs (LAT), Siniša Herceg (CRO), Anthonie Sinterniklaas (NED) |

| 9. září 2015 17:30 | Zpráva | Polsko                                         | 73 – 75 | Izrael           |  | Park&Suites Arena Montpellier Rozhodčí: Matej Boltauzer (SLO), Spyridon Gontas (GRE), Igor Dragojević (MNE) |
| 9. září 2015 17:30 | Zpráva | Skóre po čtvrtinách: 24:22, 8:13, 18:16, 23:24 |         |                  |  | Park&Suites Arena Montpellier Rozhodčí: Matej Boltauzer (SLO), Spyridon Gontas (GRE), Igor Dragojević (MNE) |
| 9. září 2015 17:30 | Zpráva | Kulig, Waczyński 13                            | Body    | Casspi 35        |  | Park&Suites Arena Montpellier Rozhodčí: Matej Boltauzer (SLO), Spyridon Gontas (GRE), Igor Dragojević (MNE) |
| 9. září 2015 17:30 | Zpráva | Gortat 8                                       | Dosk.   | Fischer 8        |  | Park&Suites Arena Montpellier Rozhodčí: Matej Boltauzer (SLO), Spyridon Gontas (GRE), Igor Dragojević (MNE) |
| 9. září 2015 17:30 | Zpráva | Ponitka 6                                      | Asist.  | Limonad, Mekel 5 |  | Park&Suites Arena Montpellier Rozhodčí: Matej Boltauzer (SLO), Spyridon Gontas (GRE), Igor Dragojević (MNE) |

| 9. září 2015 21:00 | Boxscore | Rusko                                           | 67 – 74 | Francie    |  | Park&Suites Arena Montpellier Počet diváků: 10 564 Rozhodčí: Fernando Rocha (POR), Jurgis Laurinavičius (LTU), Apostolos Kalpakas (SWE) |
| 9. září 2015 21:00 | Boxscore | Skóre po čtvrtinách: 24:16, 12:18, 16:19, 15:21 |         |            |  | Park&Suites Arena Montpellier Počet diváků: 10 564 Rozhodčí: Fernando Rocha (POR), Jurgis Laurinavičius (LTU), Apostolos Kalpakas (SWE) |
| 9. září 2015 21:00 | Boxscore | Fridzon 20                                      | Body    | De Colo 13 |  | Park&Suites Arena Montpellier Počet diváků: 10 564 Rozhodčí: Fernando Rocha (POR), Jurgis Laurinavičius (LTU), Apostolos Kalpakas (SWE) |
| 9. září 2015 21:00 | Boxscore | Vorontsevich 9                                  | Dosk.   | Gobert 10  |  | Park&Suites Arena Montpellier Počet diváků: 10 564 Rozhodčí: Fernando Rocha (POR), Jurgis Laurinavičius (LTU), Apostolos Kalpakas (SWE) |
| 9. září 2015 21:00 | Boxscore | Khvostov 10                                     | Asist.  | Parker 4   |  | Park&Suites Arena Montpellier Počet diváků: 10 564 Rozhodčí: Fernando Rocha (POR), Jurgis Laurinavičius (LTU), Apostolos Kalpakas (SWE) |

| 10. září 2015 15:00 | Zpráva | Finsko                                          | 65 – 78 | Polsko       |  | Park&Suites Arena Montpellier Rozhodčí: Fernando Rocha (POR), Jurgis Laurinavičius (LTU), Renaud Geller (BEL) |
| 10. září 2015 15:00 | Zpráva | Skóre po čtvrtinách: 20:23, 21:19, 11:16, 13:20 |         |              |  | Park&Suites Arena Montpellier Rozhodčí: Fernando Rocha (POR), Jurgis Laurinavičius (LTU), Renaud Geller (BEL) |
| 10. září 2015 15:00 | Zpráva | Huff 17                                         | Body    | Waczyński 17 |  | Park&Suites Arena Montpellier Rozhodčí: Fernando Rocha (POR), Jurgis Laurinavičius (LTU), Renaud Geller (BEL) |
| 10. září 2015 15:00 | Zpráva | Nuutinen 8                                      | Dosk.   | Ponitka 6    |  | Park&Suites Arena Montpellier Rozhodčí: Fernando Rocha (POR), Jurgis Laurinavičius (LTU), Renaud Geller (BEL) |
| 10. září 2015 15:00 | Zpráva | Koponen 8                                       | Asist.  | Slaughter 8  |  | Park&Suites Arena Montpellier Rozhodčí: Fernando Rocha (POR), Jurgis Laurinavičius (LTU), Renaud Geller (BEL) |

| 10. září 2015 17:30 | Zpráva | Bosna a Hercegovina                            | 61 – 81 | Rusko                  |  | Park&Suites Arena Montpellier Počet diváků: 6 519 Rozhodčí: Matej Boltauzer (SLO), Spyridon Gontas (GRE), Apostolos Kalpakas (SWE) |
| 10. září 2015 17:30 | Zpráva | Skóre po čtvrtinách: 22:12, 9:19, 19:24, 11:26 |         |                        |  | Park&Suites Arena Montpellier Počet diváků: 6 519 Rozhodčí: Matej Boltauzer (SLO), Spyridon Gontas (GRE), Apostolos Kalpakas (SWE) |
| 10. září 2015 17:30 | Zpráva | Stipanović 22                                  | Body    | Zubkov 17              |  | Park&Suites Arena Montpellier Počet diváků: 6 519 Rozhodčí: Matej Boltauzer (SLO), Spyridon Gontas (GRE), Apostolos Kalpakas (SWE) |
| 10. září 2015 17:30 | Zpráva | 3 hráči 6                                      | Dosk.   | Vorontsevich, Zubkov 7 |  | Park&Suites Arena Montpellier Počet diváků: 6 519 Rozhodčí: Matej Boltauzer (SLO), Spyridon Gontas (GRE), Apostolos Kalpakas (SWE) |
| 10. září 2015 17:30 | Zpráva | Buza, Gordić 5                                 | Asist.  | Khvostov 5             |  | Park&Suites Arena Montpellier Počet diváků: 6 519 Rozhodčí: Matej Boltauzer (SLO), Spyridon Gontas (GRE), Apostolos Kalpakas (SWE) |

| 10. září 2015 21:00 | Zpráva | Izrael                                          | 61 – 86 | Francie           |  | Park&Suites Arena Montpellier Počet diváků: 9 755 Rozhodčí: Oļegs Latiševs (LAT), Siniša Herceg (CRO), Igor Dragojević (MNE) |
| 10. září 2015 21:00 | Zpráva | Skóre po čtvrtinách: 10:22, 17:16, 21:24, 13:24 |         |                   |  | Park&Suites Arena Montpellier Počet diváků: 9 755 Rozhodčí: Oļegs Latiševs (LAT), Siniša Herceg (CRO), Igor Dragojević (MNE) |
| 10. září 2015 21:00 | Zpráva | Limonad 13                                      | Body    | Gobert 15         |  | Park&Suites Arena Montpellier Počet diváků: 9 755 Rozhodčí: Oļegs Latiševs (LAT), Siniša Herceg (CRO), Igor Dragojević (MNE) |
| 10. září 2015 21:00 | Zpráva | Kadir 9                                         | Dosk.   | Gobert 10         |  | Park&Suites Arena Montpellier Počet diváků: 9 755 Rozhodčí: Oļegs Latiševs (LAT), Siniša Herceg (CRO), Igor Dragojević (MNE) |
| 10. září 2015 21:00 | Zpráva | 3 hráči 4                                       | Asist.  | De Colo, Parker 4 |  | Park&Suites Arena Montpellier Počet diváků: 9 755 Rozhodčí: Oļegs Latiševs (LAT), Siniša Herceg (CRO), Igor Dragojević (MNE) |

#### Skupina B
|    |           | SER    | ESP    | ITA    | TUR     | GER   | ISL     | V | P | Skóre   | B  |
| 1. | Srbsko    | ***    | 80:70  | 101:82 | 91:72   | 68:66 | 93:64   | 5 | 0 | 433:354 | 10 |
| 2. | Španělsko | 70:80  | ***    | 98:105 | 104:77  | 77:76 | 99:73   | 3 | 2 | 448:411 | 8  |
| 3. | Itálie    | 82:101 | 105:98 | ***    | 87:89   | 89:82 | 71:64   | 3 | 2 | 434:434 | 8  |
| 4. | Turecko   | 72:91  | 77:104 | 89:87  | ***     | 80:75 | 111:102 | 3 | 2 | 429:459 | 8  |
| 5. | Německo   | 66:68  | 76:77  | 82:89  | 75:80   | ***   | 71:65   | 1 | 4 | 370:379 | 6  |
| 6. | Island    | 64:93  | 73:99  | 64:71  | 102:111 | 65:71 | ***     | 1 | 4 | 368:445 | 5  |

| 5. září 2015 15:00 | Zpráva | Německo                                         | 71 – 65 | Island        |  | O2 World, Berlín Počet diváků: 12 500 Rozhodčí: Sreten Radovič (CRO), Aare Halliko (EST), Milos Koljenšič (MNE) |
| 5. září 2015 15:00 | Zpráva | Skóre po čtvrtinách: 20:14, 21:12, 18:17, 12:22 |         |               |  | O2 World, Berlín Počet diváků: 12 500 Rozhodčí: Sreten Radovič (CRO), Aare Halliko (EST), Milos Koljenšič (MNE) |
| 5. září 2015 15:00 | Zpráva | Nowitzki, Schröder 15                           | Body    | Stefansson 23 |  | O2 World, Berlín Počet diváků: 12 500 Rozhodčí: Sreten Radovič (CRO), Aare Halliko (EST), Milos Koljenšič (MNE) |
| 5. září 2015 15:00 | Zpráva | Nowitzki, Zipser 7                              | Dosk.   | Baeringsson 8 |  | O2 World, Berlín Počet diváků: 12 500 Rozhodčí: Sreten Radovič (CRO), Aare Halliko (EST), Milos Koljenšič (MNE) |
| 5. září 2015 15:00 | Zpráva | Schröder 4                                      | Asist.  | Stefansson 5  |  | O2 World, Berlín Počet diváků: 12 500 Rozhodčí: Sreten Radovič (CRO), Aare Halliko (EST), Milos Koljenšič (MNE) |

| 5. září 2015 18:00 | Zpráva | Španělsko                                       | 70 – 80 | Srbsko       |  | O2 World, Berlín Počet diváků: 9 750 Rozhodčí: Christos Christodoulou (GRE), Sergiy Zaščuk (UKR), Robert Vyklický (CZE) |
| 5. září 2015 18:00 | Zpráva | Skóre po čtvrtinách: 21:11, 15:23, 16:28, 18:18 |         |              |  | O2 World, Berlín Počet diváků: 9 750 Rozhodčí: Christos Christodoulou (GRE), Sergiy Zaščuk (UKR), Robert Vyklický (CZE) |
| 5. září 2015 18:00 | Zpráva | P.Gasol 16                                      | Body    | Bjelica 24   |  | O2 World, Berlín Počet diváků: 9 750 Rozhodčí: Christos Christodoulou (GRE), Sergiy Zaščuk (UKR), Robert Vyklický (CZE) |
| 5. září 2015 18:00 | Zpráva | Mirotič 10                                      | Dosk.   | Bjelica 10   |  | O2 World, Berlín Počet diváků: 9 750 Rozhodčí: Christos Christodoulou (GRE), Sergiy Zaščuk (UKR), Robert Vyklický (CZE) |
| 5. září 2015 18:00 | Zpráva | Llull 6                                         | Asist.  | Bogdanovič 5 |  | O2 World, Berlín Počet diváků: 9 750 Rozhodčí: Christos Christodoulou (GRE), Sergiy Zaščuk (UKR), Robert Vyklický (CZE) |

| 5. září 2015 21:00 | Zpráva | Itálie                                          | 87 – 89 | Turecko           |  | O2 World, Berlín Počet diváků: 10 760 Rozhodčí: Borys Ryžyk (UKR), Sašo Petek (SLO), Tomas Jasevičius (LTU) |
| 5. září 2015 21:00 | Zpráva | Skóre po čtvrtinách: 13:26, 29:25, 19:15, 26:23 |         |                   |  | O2 World, Berlín Počet diváků: 10 760 Rozhodčí: Borys Ryžyk (UKR), Sašo Petek (SLO), Tomas Jasevičius (LTU) |
| 5. září 2015 21:00 | Zpráva | Gallinari 33                                    | Body    | Erden 22          |  | O2 World, Berlín Počet diváků: 10 760 Rozhodčí: Borys Ryžyk (UKR), Sašo Petek (SLO), Tomas Jasevičius (LTU) |
| 5. září 2015 21:00 | Zpráva | 3 hráči 5                                       | Dosk.   | Erden 8           |  | O2 World, Berlín Počet diváků: 10 760 Rozhodčí: Borys Ryžyk (UKR), Sašo Petek (SLO), Tomas Jasevičius (LTU) |
| 5. září 2015 21:00 | Zpráva | Gentile 5                                       | Asist.  | Güler, Muhammed 9 |  | O2 World, Berlín Počet diváků: 10 760 Rozhodčí: Borys Ryžyk (UKR), Sašo Petek (SLO), Tomas Jasevičius (LTU) |

| 6. září 2015 15:00 | Zpráva | Srbsko                                          | 68 – 66 | Německo            |  | O2 World Berlín Počet diváků: 13 050 Rozhodčí: Borys Ryžyk (UKR), Aare Halliko (EST), Tomas Jasevičius (LTU) |
| 6. září 2015 15:00 | Zpráva | Skóre po čtvrtinách: 19:18, 20:20, 11:10, 18:18 |         |                    |  | O2 World Berlín Počet diváků: 13 050 Rozhodčí: Borys Ryžyk (UKR), Aare Halliko (EST), Tomas Jasevičius (LTU) |
| 6. září 2015 15:00 | Zpráva | Bjelica 12                                      | Body    | Nowitzki, Pleiß 15 |  | O2 World Berlín Počet diváků: 13 050 Rozhodčí: Borys Ryžyk (UKR), Aare Halliko (EST), Tomas Jasevičius (LTU) |
| 6. září 2015 15:00 | Zpráva | Kuzmić, Nedović 7                               | Dosk.   | Nowitzki 10        |  | O2 World Berlín Počet diváků: 13 050 Rozhodčí: Borys Ryžyk (UKR), Aare Halliko (EST), Tomas Jasevičius (LTU) |
| 6. září 2015 15:00 | Zpráva | Bogdanović, Teodosić 4                          | Asist.  | Schröder 6         |  | O2 World Berlín Počet diváků: 13 050 Rozhodčí: Borys Ryžyk (UKR), Aare Halliko (EST), Tomas Jasevičius (LTU) |

| 6. září 2015 18:00 | Zpráva | Island                                          | 64 – 71 | Itálie       |  | O2 World Berlín Počet diváků: 4 100 Rozhodčí: Christos Christodoulou (GRE), Sergiy Zaščuk (UKR), Igor Mitrovski (MKD) |
| 6. září 2015 18:00 | Zpráva | Skóre po čtvrtinách: 21:22, 16:19, 11:11, 16:19 |         |              |  | O2 World Berlín Počet diváků: 4 100 Rozhodčí: Christos Christodoulou (GRE), Sergiy Zaščuk (UKR), Igor Mitrovski (MKD) |
| 6. září 2015 18:00 | Zpráva | Pálsson 17                                      | Body    | Gentile 21   |  | O2 World Berlín Počet diváků: 4 100 Rozhodčí: Christos Christodoulou (GRE), Sergiy Zaščuk (UKR), Igor Mitrovski (MKD) |
| 6. září 2015 18:00 | Zpráva | Bæringsson 7                                    | Dosk.   | Gallinari 10 |  | O2 World Berlín Počet diváků: 4 100 Rozhodčí: Christos Christodoulou (GRE), Sergiy Zaščuk (UKR), Igor Mitrovski (MKD) |
| 6. září 2015 18:00 | Zpráva | Stefánsson 6                                    | Asist.  | Gentile 4    |  | O2 World Berlín Počet diváků: 4 100 Rozhodčí: Christos Christodoulou (GRE), Sergiy Zaščuk (UKR), Igor Mitrovski (MKD) |

| 6. září 2015 21:00 | Zpráva | Turecko                                         | 77 – 104 | Španělsko          |  | O2 World Berlín Počet diváků: 6 750 Rozhodčí: Sreten Radović (CRO), Sašo Petek (SLO), Miloš Koljenšić (MNE) |
| 6. září 2015 21:00 | Zpráva | Skóre po čtvrtinách: 18:24, 20:30, 18:27, 21:23 |          |                    |  | O2 World Berlín Počet diváků: 6 750 Rozhodčí: Sreten Radović (CRO), Sašo Petek (SLO), Miloš Koljenšić (MNE) |
| 6. září 2015 21:00 | Zpráva | İlyasova 15                                     | Body     | Gasol 21           |  | O2 World Berlín Počet diváků: 6 750 Rozhodčí: Sreten Radović (CRO), Sašo Petek (SLO), Miloš Koljenšić (MNE) |
| 6. září 2015 21:00 | Zpráva | Osman, Savaş 4                                  | Dosk.    | Gasol 7            |  | O2 World Berlín Počet diváků: 6 750 Rozhodčí: Sreten Radović (CRO), Sašo Petek (SLO), Miloš Koljenšić (MNE) |
| 6. září 2015 21:00 | Zpráva | 3 hráči 2                                       | Asist.   | Llull, Rodríguez 5 |  | O2 World Berlín Počet diváků: 6 750 Rozhodčí: Sreten Radović (CRO), Sašo Petek (SLO), Miloš Koljenšić (MNE) |

| 8. září 2015 15:00 | Zpráva | Srbsko                                          | 93 – 64 | Island                |  | O2 World Berlín Počet diváků: 2 800 Rozhodčí: Sreten Radovič (CRO), Robert Vyklicky (CZE), Igor Mitrovski (MKD) |
| 8. září 2015 15:00 | Zpráva | Skóre po čtvrtinách: 24:16, 18:16, 25:16, 26:16 |         |                       |  | O2 World Berlín Počet diváků: 2 800 Rozhodčí: Sreten Radovič (CRO), Robert Vyklicky (CZE), Igor Mitrovski (MKD) |
| 8. září 2015 15:00 | Zpráva | Nedović 15                                      | Body    | Gunnarsson 18         |  | O2 World Berlín Počet diváků: 2 800 Rozhodčí: Sreten Radovič (CRO), Robert Vyklicky (CZE), Igor Mitrovski (MKD) |
| 8. září 2015 15:00 | Zpráva | Bogdanović 7                                    | Dosk.   | Sigurðarson 6         |  | O2 World Berlín Počet diváků: 2 800 Rozhodčí: Sreten Radovič (CRO), Robert Vyklicky (CZE), Igor Mitrovski (MKD) |
| 8. září 2015 15:00 | Zpráva | Bogdanović, Teodosić 6                          | Asist.  | Pálsson, Stefánsson 4 |  | O2 World Berlín Počet diváků: 2 800 Rozhodčí: Sreten Radovič (CRO), Robert Vyklicky (CZE), Igor Mitrovski (MKD) |

| 8. září 2015 18:00 | Zpráva | Německo                                         | 75 – 80 | Turecko    |  | O2 World Berlín Počet diváků: 13 050 Rozhodčí: Christos Christodoulou (GRE), Sergiy Zaščuk (UKR), Milos Koljenšič (MNE) |
| 8. září 2015 18:00 | Zpráva | Skóre po čtvrtinách: 11:31, 13:10, 19:19, 32:20 |         |            |  | O2 World Berlín Počet diváků: 13 050 Rozhodčí: Christos Christodoulou (GRE), Sergiy Zaščuk (UKR), Milos Koljenšič (MNE) |
| 8. září 2015 18:00 | Zpráva | Schröder 24                                     | Body    | Osman 17   |  | O2 World Berlín Počet diváků: 13 050 Rozhodčí: Christos Christodoulou (GRE), Sergiy Zaščuk (UKR), Milos Koljenšič (MNE) |
| 8. září 2015 18:00 | Zpráva | Nowitzki, Schröder 5                            | Dosk.   | Erden 9    |  | O2 World Berlín Počet diváků: 13 050 Rozhodčí: Christos Christodoulou (GRE), Sergiy Zaščuk (UKR), Milos Koljenšič (MNE) |
| 8. září 2015 18:00 | Zpráva | Schröder 6                                      | Asist.  | Muhammed 5 |  | O2 World Berlín Počet diváků: 13 050 Rozhodčí: Christos Christodoulou (GRE), Sergiy Zaščuk (UKR), Milos Koljenšič (MNE) |

| 8. září 2015 21:00 | Zpráva | Španělsko                                       | 98 – 105 | Itálie       |  | O2 World Berlín Počet diváků: 4 400 Rozhodčí: Borys Ryžyk (UKR), Saso Petek (SLO), Aare Halliko (EST) |
| 8. září 2015 21:00 | Zpráva | Skóre po čtvrtinách: 20:19, 25:23, 18:31, 35:32 |          |              |  | O2 World Berlín Počet diváků: 4 400 Rozhodčí: Borys Ryžyk (UKR), Saso Petek (SLO), Aare Halliko (EST) |
| 8. září 2015 21:00 | Zpráva | Gasol 34                                        | Body     | Gallinari 29 |  | O2 World Berlín Počet diváků: 4 400 Rozhodčí: Borys Ryžyk (UKR), Saso Petek (SLO), Aare Halliko (EST) |
| 8. září 2015 21:00 | Zpráva | Gasol 10                                        | Dosk.    | Gallinari 8  |  | O2 World Berlín Počet diváků: 4 400 Rozhodčí: Borys Ryžyk (UKR), Saso Petek (SLO), Aare Halliko (EST) |
| 8. září 2015 21:00 | Zpráva | Llull 9                                         | Asist.   | Belinelli 7  |  | O2 World Berlín Počet diváků: 4 400 Rozhodčí: Borys Ryžyk (UKR), Saso Petek (SLO), Aare Halliko (EST) |

| 9. září 2015 15:00 | Zpráva | Turecko                                         | 72 – 91 | Srbsko              |  | O2 World Berlín Počet diváků: 4 400 Rozhodčí: Borys Ryžyk (UKR), Sergiy Zaščuk (UKR), Tomas Jasevičius (LTU) |
| 9. září 2015 15:00 | Zpráva | Skóre po čtvrtinách: 14:30, 21:23, 24:18, 13:20 |         |                     |  | O2 World Berlín Počet diváků: 4 400 Rozhodčí: Borys Ryžyk (UKR), Sergiy Zaščuk (UKR), Tomas Jasevičius (LTU) |
| 9. září 2015 15:00 | Zpráva | Muhammed 16                                     | Body    | Raduljica 20        |  | O2 World Berlín Počet diváků: 4 400 Rozhodčí: Borys Ryžyk (UKR), Sergiy Zaščuk (UKR), Tomas Jasevičius (LTU) |
| 9. září 2015 15:00 | Zpráva | Osman 9                                         | Dosk.   | Kuzmić, Raduljica 6 |  | O2 World Berlín Počet diváků: 4 400 Rozhodčí: Borys Ryžyk (UKR), Sergiy Zaščuk (UKR), Tomas Jasevičius (LTU) |
| 9. září 2015 15:00 | Zpráva | Güler 6                                         | Asist.  | Teodosić 13         |  | O2 World Berlín Počet diváků: 4 400 Rozhodčí: Borys Ryžyk (UKR), Sergiy Zaščuk (UKR), Tomas Jasevičius (LTU) |

| 9. září 2015 17:30 | Zpráva | Itálie                                                        | 89 – 82 | Německo     | prodl. | O2 World Berlín Počet diváků: 13 050 Rozhodčí: Christos Christodoulou (GRE), Sreten Radović (CRO), Miloš Koljenšić (MNE) |
| 9. září 2015 17:30 | Zpráva | Skóre po čtvrtinách: 17:22, 25:19, 12:18, 22:17, Prodl.: 13:6 |         |             | prodl. | O2 World Berlín Počet diváků: 13 050 Rozhodčí: Christos Christodoulou (GRE), Sreten Radović (CRO), Miloš Koljenšić (MNE) |
| 9. září 2015 17:30 | Zpráva | Gallinari 25                                                  | Body    | Schröder 29 | prodl. | O2 World Berlín Počet diváků: 13 050 Rozhodčí: Christos Christodoulou (GRE), Sreten Radović (CRO), Miloš Koljenšić (MNE) |
| 9. září 2015 17:30 | Zpráva | Aradori, Gallinari 9                                          | Dosk.   | Nowitzki 10 | prodl. | O2 World Berlín Počet diváků: 13 050 Rozhodčí: Christos Christodoulou (GRE), Sreten Radović (CRO), Miloš Koljenšić (MNE) |
| 9. září 2015 17:30 | Zpráva | Gentile, Hackett 4                                            | Asist.  | Schröder 7  | prodl. | O2 World Berlín Počet diváků: 13 050 Rozhodčí: Christos Christodoulou (GRE), Sreten Radović (CRO), Miloš Koljenšić (MNE) |

| 9. září 2015 21:00 | Zpráva | Island                                          | 73 – 99 | Španělsko                 |  | O2 World Berlín Počet diváků: 4 000 Rozhodčí: Sašo Petek (SLO), Robert Vyklický (CZE), Igor Mitrovski (MKD) |
| 9. září 2015 21:00 | Zpráva | Skóre po čtvrtinách: 16:20, 20:21, 19:33, 18:25 |         |                           |  | O2 World Berlín Počet diváků: 4 000 Rozhodčí: Sašo Petek (SLO), Robert Vyklický (CZE), Igor Mitrovski (MKD) |
| 9. září 2015 21:00 | Zpráva | Stefánsson 17                                   | Body    | Mirotić 22                |  | O2 World Berlín Počet diváků: 4 000 Rozhodčí: Sašo Petek (SLO), Robert Vyklický (CZE), Igor Mitrovski (MKD) |
| 9. září 2015 21:00 | Zpráva | Bæringsson 8                                    | Dosk.   | Gasol 7                   |  | O2 World Berlín Počet diváků: 4 000 Rozhodčí: Sašo Petek (SLO), Robert Vyklický (CZE), Igor Mitrovski (MKD) |
| 9. září 2015 21:00 | Zpráva | Stefánsson 6                                    | Asist.  | Rodriguez, San Emeterio 6 |  | O2 World Berlín Počet diváků: 4 000 Rozhodčí: Sašo Petek (SLO), Robert Vyklický (CZE), Igor Mitrovski (MKD) |

| 10. září 2015 15:00 | Zpráva | Srbsko                                          | 101 – 82 | Itálie     |  | O2 World Berlín Počet diváků: 4 185 Rozhodčí: Christos Christodoulou (GRE), Sergiy Zaščuk (UKR), Sašo Petek (SLO) |
| 10. září 2015 15:00 | Zpráva | Skóre po čtvrtinách: 25:19, 23:21, 26:19, 27:23 |          |            |  | O2 World Berlín Počet diváků: 4 185 Rozhodčí: Christos Christodoulou (GRE), Sergiy Zaščuk (UKR), Sašo Petek (SLO) |
| 10. září 2015 15:00 | Zpráva | Teodosić 26                                     | Body     | Gentile 19 |  | O2 World Berlín Počet diváků: 4 185 Rozhodčí: Christos Christodoulou (GRE), Sergiy Zaščuk (UKR), Sašo Petek (SLO) |
| 10. září 2015 15:00 | Zpráva | Bjelica 8                                       | Dosk.    | Aradori 6  |  | O2 World Berlín Počet diváků: 4 185 Rozhodčí: Christos Christodoulou (GRE), Sergiy Zaščuk (UKR), Sašo Petek (SLO) |
| 10. září 2015 15:00 | Zpráva | Teodosić 8                                      | Asist.   | Gentile 6  |  | O2 World Berlín Počet diváků: 4 185 Rozhodčí: Christos Christodoulou (GRE), Sergiy Zaščuk (UKR), Sašo Petek (SLO) |

| 10. září 2015 17:30 | Zpráva | Německo                                         | 76 – 77 | Španělsko    |  | O2 World Berlín Počet diváků: 13 050 Rozhodčí: Sreten Radović (CRO), Borys Ryžyk (UKR), Miloš Koljenšić (MNE) |
| 10. září 2015 17:30 | Zpráva | Skóre po čtvrtinách: 20:18, 18:23, 10:19, 28:17 |         |              |  | O2 World Berlín Počet diváků: 13 050 Rozhodčí: Sreten Radović (CRO), Borys Ryžyk (UKR), Miloš Koljenšić (MNE) |
| 10. září 2015 17:30 | Zpráva | Schröder 26                                     | Body    | Rodríguez 19 |  | O2 World Berlín Počet diváků: 13 050 Rozhodčí: Sreten Radović (CRO), Borys Ryžyk (UKR), Miloš Koljenšić (MNE) |
| 10. září 2015 17:30 | Zpráva | Pleiß 10                                        | Dosk.   | Gasol 11     |  | O2 World Berlín Počet diváků: 13 050 Rozhodčí: Sreten Radović (CRO), Borys Ryžyk (UKR), Miloš Koljenšić (MNE) |
| 10. září 2015 17:30 | Zpráva | Schröder 7                                      | Asist.  | Gasol 6      |  | O2 World Berlín Počet diváků: 13 050 Rozhodčí: Sreten Radović (CRO), Borys Ryžyk (UKR), Miloš Koljenšić (MNE) |

| 10. září 2015 21:00 | Zpráva | Turecko                                                        | 111 – 102 | Island         | prodl. | O2 World Berlín Počet diváků: 3 850 Rozhodčí: Robert Vyklický (CZE), Tomas Jasevičius (LTU), Aare Halliko (EST) |
| 10. září 2015 21:00 | Zpráva | Skóre po čtvrtinách: 29:22, 18:25, 27:20, 17:24, Prodl.: 20:11 |           |                | prodl. | O2 World Berlín Počet diváků: 3 850 Rozhodčí: Robert Vyklický (CZE), Tomas Jasevičius (LTU), Aare Halliko (EST) |
| 10. září 2015 21:00 | Zpráva | Muhammed 28                                                    | Body      | Sigurðarson 22 | prodl. | O2 World Berlín Počet diváků: 3 850 Rozhodčí: Robert Vyklický (CZE), Tomas Jasevičius (LTU), Aare Halliko (EST) |
| 10. září 2015 21:00 | Zpráva | Muhammed 12                                                    | Dosk.     | Bæringsson 8   | prodl. | O2 World Berlín Počet diváků: 3 850 Rozhodčí: Robert Vyklický (CZE), Tomas Jasevičius (LTU), Aare Halliko (EST) |
| 10. září 2015 21:00 | Zpráva | İlyasova, Osman 6                                              | Asist.    | Stefánsson 8   | prodl. | O2 World Berlín Počet diváků: 3 850 Rozhodčí: Robert Vyklický (CZE), Tomas Jasevičius (LTU), Aare Halliko (EST) |

#### Skupina C
|    |            | GRE   | CRO   | SLO   | GEO   | MAC   | NED   | V | P | Skóre   | B  |
| 1. | Řecko      | ***   | 72:70 | 83:72 | 79:68 | 85:65 | 68:65 | 5 | 0 | 387:340 | 10 |
| 2. | Chorvatsko | 70:72 | ***   | 80:73 | 58:71 | 73:55 | 78:72 | 3 | 2 | 359:343 | 8  |
| 3. | Slovinsko  | 72:83 | 73:80 | ***   | 79:68 | 62:51 | 81:74 | 3 | 2 | 367:356 | 8  |
| 4. | Gruzie     | 68:79 | 71:58 | 68:79 | ***   | 90:75 | 72:73 | 2 | 3 | 369:364 | 7  |
| 5. | Makedonie  | 65:85 | 55:73 | 51:62 | 75:90 | ***   | 78:71 | 1 | 4 | 324:381 | 6  |
| 6. | Nizozemsko | 65:68 | 72:78 | 74:81 | 73:72 | 71:78 | ***   | 1 | 4 | 355:377 | 6  |

| 5. září 2015 15:00 | Zpráva | Gruzie                                         | 72 – 73 | Nizozemsko    |  | Arena Zagreb, Záhřeb Počet diváků: 2 391 Rozhodčí: Benjamin Jimenez Trujillo (ESP), Gentian Cici (ALB), Zafer Yilmaz (TUR) |
| 5. září 2015 15:00 | Zpráva | Skóre po čtvrtinách: 17:17, 9:19, 22:22, 24:15 |         |               |  | Arena Zagreb, Záhřeb Počet diváků: 2 391 Rozhodčí: Benjamin Jimenez Trujillo (ESP), Gentian Cici (ALB), Zafer Yilmaz (TUR) |
| 5. září 2015 15:00 | Zpráva | Pachulia, Shengelia 16                         | Body    | Kloof 22      |  | Arena Zagreb, Záhřeb Počet diváků: 2 391 Rozhodčí: Benjamin Jimenez Trujillo (ESP), Gentian Cici (ALB), Zafer Yilmaz (TUR) |
| 5. září 2015 15:00 | Zpráva | Viktor Sanikidze 9                             | Dosk.   | De Jong 6     |  | Arena Zagreb, Záhřeb Počet diváků: 2 391 Rozhodčí: Benjamin Jimenez Trujillo (ESP), Gentian Cici (ALB), Zafer Yilmaz (TUR) |
| 5. září 2015 15:00 | Zpráva | Shengelia 5                                    | Asist.  | Schaftenaar 4 |  | Arena Zagreb, Záhřeb Počet diváků: 2 391 Rozhodčí: Benjamin Jimenez Trujillo (ESP), Gentian Cici (ALB), Zafer Yilmaz (TUR) |

| 5. září 2015 18:00 | Zpráva | Makedonie                                       | 65 – 85 | Řecko        |  | Arena Zagreb, Záhřeb Počet diváků: 2 500 Rozhodčí: Robert Lottermoser (GER), Sérgio Silva (POR), Ilja Putěnko (RUS) |
| 5. září 2015 18:00 | Zpráva | Skóre po čtvrtinách: 16:23, 15:15, 19:21, 15:26 |         |              |  | Arena Zagreb, Záhřeb Počet diváků: 2 500 Rozhodčí: Robert Lottermoser (GER), Sérgio Silva (POR), Ilja Putěnko (RUS) |
| 5. září 2015 18:00 | Zpráva | Kostoski 20                                     | Body    | Printezis 18 |  | Arena Zagreb, Záhřeb Počet diváků: 2 500 Rozhodčí: Robert Lottermoser (GER), Sérgio Silva (POR), Ilja Putěnko (RUS) |
| 5. září 2015 18:00 | Zpráva | Samardziski 6                                   | Dosk.   | Koufos 11    |  | Arena Zagreb, Záhřeb Počet diváků: 2 500 Rozhodčí: Robert Lottermoser (GER), Sérgio Silva (POR), Ilja Putěnko (RUS) |
| 5. září 2015 18:00 | Zpráva | Samardziski, Simonovski 3                       | Asist.  | Calathes 8   |  | Arena Zagreb, Záhřeb Počet diváků: 2 500 Rozhodčí: Robert Lottermoser (GER), Sérgio Silva (POR), Ilja Putěnko (RUS) |

| 5. září 2015 21:00 | Zpráva | Chorvatsko                                      | 80 – 73 | Slovinsko            |  | Arena Zagreb, Záhřeb Počet diváků: 11 730 Rozhodčí: Luigi Lamonica (ITA), Jakub Zamojski (POL), Jean-Charles Collin (FRA) |
| 5. září 2015 21:00 | Zpráva | Skóre po čtvrtinách: 17:23, 27:15, 21:16, 15:19 |         |                      |  | Arena Zagreb, Záhřeb Počet diváků: 11 730 Rozhodčí: Luigi Lamonica (ITA), Jakub Zamojski (POL), Jean-Charles Collin (FRA) |
| 5. září 2015 21:00 | Zpráva | Simon 20                                        | Body    | Dragić 14            |  | Arena Zagreb, Záhřeb Počet diváků: 11 730 Rozhodčí: Luigi Lamonica (ITA), Jakub Zamojski (POL), Jean-Charles Collin (FRA) |
| 5. září 2015 21:00 | Zpráva | Šarić 7                                         | Dosk.   | Blažič 6             |  | Arena Zagreb, Záhřeb Počet diváků: 11 730 Rozhodčí: Luigi Lamonica (ITA), Jakub Zamojski (POL), Jean-Charles Collin (FRA) |
| 5. září 2015 21:00 | Zpráva | Ukić 4                                          | Asist.  | Prepelič, Klobučar 4 |  | Arena Zagreb, Záhřeb Počet diváků: 11 730 Rozhodčí: Luigi Lamonica (ITA), Jakub Zamojski (POL), Jean-Charles Collin (FRA) |

| 6. září 2015 15:00 | Zpráva | Nizozemsko                                      | 71 – 78 | Makedonie   |  | Arena Zagreb Záhřeb Počet diváků: 1 170 Rozhodčí: Luigi Lamonica (ITA), Zafer Yılmaz (TUR), Jean-Charles Collin (FRA) |
| 6. září 2015 15:00 | Zpráva | Skóre po čtvrtinách: 20:19, 11:24, 18:13, 22:22 |         |             |  | Arena Zagreb Záhřeb Počet diváků: 1 170 Rozhodčí: Luigi Lamonica (ITA), Zafer Yılmaz (TUR), Jean-Charles Collin (FRA) |
| 6. září 2015 15:00 | Zpráva | N. de Jong 19                                   | Body    | Ilievski 14 |  | Arena Zagreb Záhřeb Počet diváků: 1 170 Rozhodčí: Luigi Lamonica (ITA), Zafer Yılmaz (TUR), Jean-Charles Collin (FRA) |
| 6. září 2015 15:00 | Zpráva | Norel 9                                         | Dosk.   | Hendrix 7   |  | Arena Zagreb Záhřeb Počet diváků: 1 170 Rozhodčí: Luigi Lamonica (ITA), Zafer Yılmaz (TUR), Jean-Charles Collin (FRA) |
| 6. září 2015 15:00 | Zpráva | Kloof, Williams 3                               | Asist.  | Ilievski 7  |  | Arena Zagreb Záhřeb Počet diváků: 1 170 Rozhodčí: Luigi Lamonica (ITA), Zafer Yılmaz (TUR), Jean-Charles Collin (FRA) |

| 6. září 2015 18:00 | Zpráva | Slovinsko                                       | 79 – 68 | Gruzie       |  | Arena Zagreb Záhřeb Počet diváků: 3 892 Rozhodčí: Sérgio Silva (POR), Gentian Cici (ALB), Petri Mäntylä (FIN) |
| 6. září 2015 18:00 | Zpráva | Skóre po čtvrtinách: 17:13, 24:13, 24:22, 14:20 |         |              |  | Arena Zagreb Záhřeb Počet diváků: 3 892 Rozhodčí: Sérgio Silva (POR), Gentian Cici (ALB), Petri Mäntylä (FIN) |
| 6. září 2015 18:00 | Zpráva | Prepelič 21                                     | Body    | Shengelia 21 |  | Arena Zagreb Záhřeb Počet diváků: 3 892 Rozhodčí: Sérgio Silva (POR), Gentian Cici (ALB), Petri Mäntylä (FIN) |
| 6. září 2015 18:00 | Zpráva | Prepelič, Slokar 5                              | Dosk.   | Shermadini 4 |  | Arena Zagreb Záhřeb Počet diváků: 3 892 Rozhodčí: Sérgio Silva (POR), Gentian Cici (ALB), Petri Mäntylä (FIN) |
| 6. září 2015 18:00 | Zpráva | Omić, Prepelič 4                                | Asist.  | Tsintsadze 7 |  | Arena Zagreb Záhřeb Počet diváků: 3 892 Rozhodčí: Sérgio Silva (POR), Gentian Cici (ALB), Petri Mäntylä (FIN) |

| 6. září 2015 21:00 | Zpráva | Řecko                                           | 72 – 70 | Chorvatsko |  | Arena Zagreb Záhřeb Počet diváků: 12 000 Rozhodčí: Robert Lottermoser (GER), Benjamin Jiménez (ESP), Jakub Zamojski (POL) |
| 6. září 2015 21:00 | Zpráva | Skóre po čtvrtinách: 13:18, 15:15, 23:24, 21:13 |         |            |  | Arena Zagreb Záhřeb Počet diváků: 12 000 Rozhodčí: Robert Lottermoser (GER), Benjamin Jiménez (ESP), Jakub Zamojski (POL) |
| 6. září 2015 21:00 | Zpráva | Spanoulis 16                                    | Body    | Simon 18   |  | Arena Zagreb Záhřeb Počet diváků: 12 000 Rozhodčí: Robert Lottermoser (GER), Benjamin Jiménez (ESP), Jakub Zamojski (POL) |
| 6. září 2015 21:00 | Zpráva | Koufos 9                                        | Dosk.   | Šarić 6    |  | Arena Zagreb Záhřeb Počet diváků: 12 000 Rozhodčí: Robert Lottermoser (GER), Benjamin Jiménez (ESP), Jakub Zamojski (POL) |
| 6. září 2015 21:00 | Zpráva | Spanoulis 6                                     | Asist.  | Ukić 4     |  | Arena Zagreb Záhřeb Počet diváků: 12 000 Rozhodčí: Robert Lottermoser (GER), Benjamin Jiménez (ESP), Jakub Zamojski (POL) |

| 8. září 2015 15:00 | Zpráva | Slovinsko                                       | 81 – 74 | Nizozemsko          |  | Arena Zagreb Záhřeb Počet diváků: 1 841 Rozhodčí: Robert Lottermoser (GER), Jakub Zamojski (POL), Ilja Putěnko (RUS) |
| 8. září 2015 15:00 | Zpráva | Skóre po čtvrtinách: 23:15, 18:14, 16:23, 24:22 |         |                     |  | Arena Zagreb Záhřeb Počet diváků: 1 841 Rozhodčí: Robert Lottermoser (GER), Jakub Zamojski (POL), Ilja Putěnko (RUS) |
| 8. září 2015 15:00 | Zpráva | Prepelič 16                                     | Body    | Kloof 25            |  | Arena Zagreb Záhřeb Počet diváků: 1 841 Rozhodčí: Robert Lottermoser (GER), Jakub Zamojski (POL), Ilja Putěnko (RUS) |
| 8. září 2015 15:00 | Zpráva | Omić 7                                          | Dosk.   | Kloof, W. de Jong 6 |  | Arena Zagreb Záhřeb Počet diváků: 1 841 Rozhodčí: Robert Lottermoser (GER), Jakub Zamojski (POL), Ilja Putěnko (RUS) |
| 8. září 2015 15:00 | Zpráva | Prepelič 6                                      | Asist.  | Kloof 4             |  | Arena Zagreb Záhřeb Počet diváků: 1 841 Rozhodčí: Robert Lottermoser (GER), Jakub Zamojski (POL), Ilja Putěnko (RUS) |

| 8. září 2015 18:00 | Zpráva | Gruzie                                         | 68 – 79 | Řecko       |  | Arena Zagreb Záhřeb Počet diváků: 588 Rozhodčí: Benjamin Jimenez Trujillo (ESP), Sérgio Silva (POR), Zafer Yilmaz (TUR) |
| 8. září 2015 18:00 | Zpráva | Skóre po čtvrtinách: 15:25, 7:25, 26:11, 20:18 |         |             |  | Arena Zagreb Záhřeb Počet diváků: 588 Rozhodčí: Benjamin Jimenez Trujillo (ESP), Sérgio Silva (POR), Zafer Yilmaz (TUR) |
| 8. září 2015 18:00 | Zpráva | Shengelia 20                                   | Body    | Calathes 19 |  | Arena Zagreb Záhřeb Počet diváků: 588 Rozhodčí: Benjamin Jimenez Trujillo (ESP), Sérgio Silva (POR), Zafer Yilmaz (TUR) |
| 8. září 2015 18:00 | Zpráva | Shengelia 8                                    | Dosk.   | Calathes 8  |  | Arena Zagreb Záhřeb Počet diváků: 588 Rozhodčí: Benjamin Jimenez Trujillo (ESP), Sérgio Silva (POR), Zafer Yilmaz (TUR) |
| 8. září 2015 18:00 | Zpráva | Zaza Pachulia 5                                | Asist.  | Bourousis 5 |  | Arena Zagreb Záhřeb Počet diváků: 588 Rozhodčí: Benjamin Jimenez Trujillo (ESP), Sérgio Silva (POR), Zafer Yilmaz (TUR) |

| 8. září 2015 21:00 | Zpráva | Chorvatsko                                      | 73 – 55 | Makedonie      |  | Arena Zagreb Záhřeb Počet diváků: 9 828 Rozhodčí: Luigi Lamonica (ITA), Gentian Cici (ALB), Petri Mäntylä (FIN) |
| 8. září 2015 21:00 | Zpráva | Skóre po čtvrtinách: 15:18, 15:14, 22:10, 21:13 |         |                |  | Arena Zagreb Záhřeb Počet diváků: 9 828 Rozhodčí: Luigi Lamonica (ITA), Gentian Cici (ALB), Petri Mäntylä (FIN) |
| 8. září 2015 21:00 | Zpráva | Šarić 15                                        | Body    | Samardžiski 10 |  | Arena Zagreb Záhřeb Počet diváků: 9 828 Rozhodčí: Luigi Lamonica (ITA), Gentian Cici (ALB), Petri Mäntylä (FIN) |
| 8. září 2015 21:00 | Zpráva | Tomić 9                                         | Dosk.   | Hendrix 6      |  | Arena Zagreb Záhřeb Počet diváků: 9 828 Rozhodčí: Luigi Lamonica (ITA), Gentian Cici (ALB), Petri Mäntylä (FIN) |
| 8. září 2015 21:00 | Zpráva | Simon 5                                         | Asist.  | 3 hráči 3      |  | Arena Zagreb Záhřeb Počet diváků: 9 828 Rozhodčí: Luigi Lamonica (ITA), Gentian Cici (ALB), Petri Mäntylä (FIN) |

| 9. září 2015 15:00 | Zpráva | Řecko                                           | 83 – 72 | Slovinsko  |  | Arena Zagreb Záhřeb Počet diváků: 5 578 Rozhodčí: Luigi Lamonica (ITA), Benjamin Jiménez (ESP), Gentian Cici (ALB) |
| 9. září 2015 15:00 | Zpráva | Skóre po čtvrtinách: 23:17, 23:14, 16:22, 21:19 |         |            |  | Arena Zagreb Záhřeb Počet diváků: 5 578 Rozhodčí: Luigi Lamonica (ITA), Benjamin Jiménez (ESP), Gentian Cici (ALB) |
| 9. září 2015 15:00 | Zpráva | Spanoulis 19                                    | Body    | Blažič 27  |  | Arena Zagreb Záhřeb Počet diváků: 5 578 Rozhodčí: Luigi Lamonica (ITA), Benjamin Jiménez (ESP), Gentian Cici (ALB) |
| 9. září 2015 15:00 | Zpráva | Bourousis 8                                     | Dosk.   | Blažič 5   |  | Arena Zagreb Záhřeb Počet diváků: 5 578 Rozhodčí: Luigi Lamonica (ITA), Benjamin Jiménez (ESP), Gentian Cici (ALB) |
| 9. září 2015 15:00 | Zpráva | Spanoulis 6                                     | Asist.  | Prepelič 4 |  | Arena Zagreb Záhřeb Počet diváků: 5 578 Rozhodčí: Luigi Lamonica (ITA), Benjamin Jiménez (ESP), Gentian Cici (ALB) |

| 9. září 2015 17:30 | Zpráva | Makedonie                                       | 75 – 90 | Gruzie       |  | Arena Zagreb Záhřeb Počet diváků: 680 Rozhodčí: Robert Lottermoser (GER), Jakub Zamojski (POL), Petri Mäntylä (FIN) |
| 9. září 2015 17:30 | Zpráva | Skóre po čtvrtinách: 18:21, 19:27, 18:23, 20:19 |         |              |  | Arena Zagreb Záhřeb Počet diváků: 680 Rozhodčí: Robert Lottermoser (GER), Jakub Zamojski (POL), Petri Mäntylä (FIN) |
| 9. září 2015 17:30 | Zpráva | Hendrix, D. Stojanovski 14                      | Body    | Pachulia 23  |  | Arena Zagreb Záhřeb Počet diváků: 680 Rozhodčí: Robert Lottermoser (GER), Jakub Zamojski (POL), Petri Mäntylä (FIN) |
| 9. září 2015 17:30 | Zpráva | Hendrix 7                                       | Dosk.   | Pachulia 14  |  | Arena Zagreb Záhřeb Počet diváků: 680 Rozhodčí: Robert Lottermoser (GER), Jakub Zamojski (POL), Petri Mäntylä (FIN) |
| 9. září 2015 17:30 | Zpráva | V. Stojanovski 3                                | Asist.  | Tsintsadze 6 |  | Arena Zagreb Záhřeb Počet diváků: 680 Rozhodčí: Robert Lottermoser (GER), Jakub Zamojski (POL), Petri Mäntylä (FIN) |

| 9. září 2015 21:00 | Zpráva | Nizozemsko                                      | 72 – 78 | Chorvatsko |  | Arena Zagreb Záhřeb Počet diváků: 6 200 Rozhodčí: Sérgio Silva (POR), Ilya Putenko (RUS), Jean-Charles Collin (FRA) |
| 9. září 2015 21:00 | Zpráva | Skóre po čtvrtinách: 18:14, 17:25, 18:23, 19:16 |         |            |  | Arena Zagreb Záhřeb Počet diváků: 6 200 Rozhodčí: Sérgio Silva (POR), Ilya Putenko (RUS), Jean-Charles Collin (FRA) |
| 9. září 2015 21:00 | Zpráva | Schaftenaar 19                                  | Body    | Simon 18   |  | Arena Zagreb Záhřeb Počet diváků: 6 200 Rozhodčí: Sérgio Silva (POR), Ilya Putenko (RUS), Jean-Charles Collin (FRA) |
| 9. září 2015 21:00 | Zpráva | N. De Jong Smeulders 6                          | Dosk.   | Tomić 8    |  | Arena Zagreb Záhřeb Počet diváků: 6 200 Rozhodčí: Sérgio Silva (POR), Ilya Putenko (RUS), Jean-Charles Collin (FRA) |
| 9. září 2015 21:00 | Zpráva | Williams 5                                      | Asist.  | Simon 8    |  | Arena Zagreb Záhřeb Počet diváků: 6 200 Rozhodčí: Sérgio Silva (POR), Ilya Putenko (RUS), Jean-Charles Collin (FRA) |

| 10. září 2015 15:00 | Zpráva | Slovinsko                                      | 62 – 51 | Makedonie    |  | Arena Zagreb Záhřeb Počet diváků: 4 438 Rozhodčí: Robert Lottermoser (GER), Sérgio Silva (POR), Ilja Putěnko (RUS) |
| 10. září 2015 15:00 | Zpráva | Skóre po čtvrtinách: 24:10, 7:14, 21:17, 10:10 |         |              |  | Arena Zagreb Záhřeb Počet diváků: 4 438 Rozhodčí: Robert Lottermoser (GER), Sérgio Silva (POR), Ilja Putěnko (RUS) |
| 10. září 2015 15:00 | Zpráva | Dragić 20                                      | Body    | Ilievski 15  |  | Arena Zagreb Záhřeb Počet diváků: 4 438 Rozhodčí: Robert Lottermoser (GER), Sérgio Silva (POR), Ilja Putěnko (RUS) |
| 10. září 2015 15:00 | Zpráva | Omić 11                                        | Dosk.   | Trajkovski 9 |  | Arena Zagreb Záhřeb Počet diváků: 4 438 Rozhodčí: Robert Lottermoser (GER), Sérgio Silva (POR), Ilja Putěnko (RUS) |
| 10. září 2015 15:00 | Zpráva | Klobučar 6                                     | Asist.  | Simonovski 3 |  | Arena Zagreb Záhřeb Počet diváků: 4 438 Rozhodčí: Robert Lottermoser (GER), Sérgio Silva (POR), Ilja Putěnko (RUS) |

| 10. září 2015 17:30 | Zpráva | Gruzie                                          | 71 – 58 | Chorvatsko  |  | Arena Zagreb Záhřeb Počet diváků: 6 600 Rozhodčí: Luigi Lamonica (ITA), Benjamin Jiménez (ESP), Jean-Charles Collin (FRA) |
| 10. září 2015 17:30 | Zpráva | Skóre po čtvrtinách: 14:13, 11:15, 22:16, 24:14 |         |             |  | Arena Zagreb Záhřeb Počet diváků: 6 600 Rozhodčí: Luigi Lamonica (ITA), Benjamin Jiménez (ESP), Jean-Charles Collin (FRA) |
| 10. září 2015 17:30 | Zpráva | 3 hráči 12                                      | Body    | Žorić 16    |  | Arena Zagreb Záhřeb Počet diváků: 6 600 Rozhodčí: Luigi Lamonica (ITA), Benjamin Jiménez (ESP), Jean-Charles Collin (FRA) |
| 10. září 2015 17:30 | Zpráva | Pachulia 7                                      | Dosk.   | 3 hráči 5   |  | Arena Zagreb Záhřeb Počet diváků: 6 600 Rozhodčí: Luigi Lamonica (ITA), Benjamin Jiménez (ESP), Jean-Charles Collin (FRA) |
| 10. září 2015 17:30 | Zpráva | Shengelia 5                                     | Asist.  | Stipčević 5 |  | Arena Zagreb Záhřeb Počet diváků: 6 600 Rozhodčí: Luigi Lamonica (ITA), Benjamin Jiménez (ESP), Jean-Charles Collin (FRA) |

| 10. září 2015 21:00 | Zpráva | Řecko                                           | 68 – 65 | Nizozemsko       |  | Arena Zagreb Záhřeb Počet diváků: 368 Rozhodčí: Jakub Zamojski (POL), Zafer Yılmaz (TUR), Petri Mäntylä (FIN) |
| 10. září 2015 21:00 | Zpráva | Skóre po čtvrtinách: 17:19, 17:12, 18:15, 16:19 |         |                  |  | Arena Zagreb Záhřeb Počet diváků: 368 Rozhodčí: Jakub Zamojski (POL), Zafer Yılmaz (TUR), Petri Mäntylä (FIN) |
| 10. září 2015 21:00 | Zpráva | Antetokounmpo 11                                | Body    | Kloof 15         |  | Arena Zagreb Záhřeb Počet diváků: 368 Rozhodčí: Jakub Zamojski (POL), Zafer Yılmaz (TUR), Petri Mäntylä (FIN) |
| 10. září 2015 21:00 | Zpráva | Antetokounmpo 11                                | Dosk.   | Smeulders 8      |  | Arena Zagreb Záhřeb Počet diváků: 368 Rozhodčí: Jakub Zamojski (POL), Zafer Yılmaz (TUR), Petri Mäntylä (FIN) |
| 10. září 2015 21:00 | Zpráva | Calathes 5                                      | Asist.  | Kloof, Slagter 4 |  | Arena Zagreb Záhřeb Počet diváků: 368 Rozhodčí: Jakub Zamojski (POL), Zafer Yılmaz (TUR), Petri Mäntylä (FIN) |

#### Skupina D
|    |          | LIT   | LAT   | CZE   | BEL   | EST   | UKR   | V | P | Skóre   | B |
| 1. | Litva    | ***   | 68:49 | 85:81 | 74:76 | 64:62 | 69:68 | 4 | 1 | 360:336 | 9 |
| 2. | Lotyšsko | 49:68 | ***   | 72:65 | 78:67 | 75:64 | 74:75 | 3 | 2 | 348:339 | 8 |
| 3. | Česko    | 81:85 | 65:72 | ***   | 66:64 | 80:57 | 78:64 | 3 | 2 | 370:342 | 8 |
| 4. | Belgie   | 76:74 | 67:78 | 64:66 | ***   | 84:55 | 79:71 | 3 | 2 | 370:344 | 8 |
| 5. | Estonsko | 62:64 | 64:75 | 57:80 | 55:84 | ***   | 78:71 | 1 | 4 | 349:378 | 6 |
| 6. | Ukrajina | 68:69 | 75:74 | 64:78 | 71:79 | 71:78 | ***   | 1 | 4 | 316:374 | 6 |

| 5. září 2015 15:30 | Zpráva | Česko                                          | 80 – 57 | Estonsko  |  | Aréna Riga, Riga Počet diváků: 5 142 Rozhodčí: Ilija Běloševič (SRB), Amit Balak (ISR), Saverio Lanzarini (ITA) |
| 5. září 2015 15:30 | Zpráva | Skóre po čtvrtinách: 18:9, 25:15, 21:11, 16:22 |         |           |  | Aréna Riga, Riga Počet diváků: 5 142 Rozhodčí: Ilija Běloševič (SRB), Amit Balak (ISR), Saverio Lanzarini (ITA) |
| 5. září 2015 15:30 | Zpráva | Veselý 16                                      | Body    | Vene 18   |  | Aréna Riga, Riga Počet diváků: 5 142 Rozhodčí: Ilija Běloševič (SRB), Amit Balak (ISR), Saverio Lanzarini (ITA) |
| 5. září 2015 15:30 | Zpráva | Veselý 8                                       | Dosk.   | Vene 13   |  | Aréna Riga, Riga Počet diváků: 5 142 Rozhodčí: Ilija Běloševič (SRB), Amit Balak (ISR), Saverio Lanzarini (ITA) |
| 5. září 2015 15:30 | Zpráva | 4 hráči 3                                      | Asist.  | 3 hráči 2 |  | Aréna Riga, Riga Počet diváků: 5 142 Rozhodčí: Ilija Běloševič (SRB), Amit Balak (ISR), Saverio Lanzarini (ITA) |

| 5. září 2015 18:30 | Zpráva | Belgie                                          | 67 – 78 | Lotyšsko           |  | Aréna Riga, Riga Počet diváků: 8 217 Rozhodčí: Emilio Perez (ESP), Emin Mogulkoc (TUR), Marcin Kowalski (POL) |
| 5. září 2015 18:30 | Zpráva | Skóre po čtvrtinách: 19:25, 19:15, 14:11, 19:27 |         |                    |  | Aréna Riga, Riga Počet diváků: 8 217 Rozhodčí: Emilio Perez (ESP), Emin Mogulkoc (TUR), Marcin Kowalski (POL) |
| 5. září 2015 18:30 | Zpráva | Hervelle 13                                     | Body    | Meiers 15          |  | Aréna Riga, Riga Počet diváků: 8 217 Rozhodčí: Emilio Perez (ESP), Emin Mogulkoc (TUR), Marcin Kowalski (POL) |
| 5. září 2015 18:30 | Zpráva | Hervelle, De Zeeuw 6                            | Dosk.   | Freimanis, Timma 5 |  | Aréna Riga, Riga Počet diváků: 8 217 Rozhodčí: Emilio Perez (ESP), Emin Mogulkoc (TUR), Marcin Kowalski (POL) |
| 5. září 2015 18:30 | Zpráva | Hervelle 7                                      | Asist.  | Janis Strelnieks 7 |  | Aréna Riga, Riga Počet diváků: 8 217 Rozhodčí: Emilio Perez (ESP), Emin Mogulkoc (TUR), Marcin Kowalski (POL) |

| 5. září 2015 21:30 | Zpráva | Litva                                           | 69 – 68 | Ukrajina   |  | Aréna Riga, Riga Počet diváků: 8 846 Rozhodčí: Milivoje Jovčič (SRB), Eddie Viator (FRA), Sigmundur Herbertsson (ISL) |
| 5. září 2015 21:30 | Zpráva | Skóre po čtvrtinách: 19:12, 14:14, 17:19, 19:23 |         |            |  | Aréna Riga, Riga Počet diváků: 8 846 Rozhodčí: Milivoje Jovčič (SRB), Eddie Viator (FRA), Sigmundur Herbertsson (ISL) |
| 5. září 2015 21:30 | Zpráva | Jankūnas 22                                     | Body    | Fesenko 19 |  | Aréna Riga, Riga Počet diváků: 8 846 Rozhodčí: Milivoje Jovčič (SRB), Eddie Viator (FRA), Sigmundur Herbertsson (ISL) |
| 5. září 2015 21:30 | Zpráva | Valančiūnas 11                                  | Dosk.   | Fesenko 11 |  | Aréna Riga, Riga Počet diváků: 8 846 Rozhodčí: Milivoje Jovčič (SRB), Eddie Viator (FRA), Sigmundur Herbertsson (ISL) |
| 5. září 2015 21:30 | Zpráva | Kalnietis 7                                     | Asist.  | Randle 6   |  | Aréna Riga, Riga Počet diváků: 8 846 Rozhodčí: Milivoje Jovčič (SRB), Eddie Viator (FRA), Sigmundur Herbertsson (ISL) |

| 6. září 2015 15:30 | Zpráva | Estonsko                                      | 55 – 84 | Belgie              |  | Aréna Riga Riga Počet diváků: 5 142 Rozhodčí: Eddie Viator (FRA), Milivoje Jovčić (SRB), Marcin Kowalski (POL) |
| 6. září 2015 15:30 | Zpráva | Skóre po čtvrtinách: 9:27, 9:19, 26:23, 11:15 |         |                     |  | Aréna Riga Riga Počet diváků: 5 142 Rozhodčí: Eddie Viator (FRA), Milivoje Jovčić (SRB), Marcin Kowalski (POL) |
| 6. září 2015 15:30 | Zpráva | Vene 12                                       | Body    | Lojeski 16          |  | Aréna Riga Riga Počet diváků: 5 142 Rozhodčí: Eddie Viator (FRA), Milivoje Jovčić (SRB), Marcin Kowalski (POL) |
| 6. září 2015 15:30 | Zpráva | Veideman 8                                    | Dosk.   | Hervelle, Lojeski 6 |  | Aréna Riga Riga Počet diváků: 5 142 Rozhodčí: Eddie Viator (FRA), Milivoje Jovčić (SRB), Marcin Kowalski (POL) |
| 6. září 2015 15:30 | Zpráva | Sokk 4                                        | Asist.  | Tabu 4              |  | Aréna Riga Riga Počet diváků: 5 142 Rozhodčí: Eddie Viator (FRA), Milivoje Jovčić (SRB), Marcin Kowalski (POL) |

| 6. září 2015 18:30 | Zpráva | Lotyšsko                                       | 49 – 68 | Litva          |  | Aréna Riga Riga Počet diváků: 10 492 Rozhodčí: Ilija Belošević (SRB), Petar Obradović (BIH), Saverio Lanzarini (ITA) |
| 6. září 2015 18:30 | Zpráva | Skóre po čtvrtinách: 19:13, 9:16, 11:20, 10:19 |         |                |  | Aréna Riga Riga Počet diváků: 10 492 Rozhodčí: Ilija Belošević (SRB), Petar Obradović (BIH), Saverio Lanzarini (ITA) |
| 6. září 2015 18:30 | Zpráva | Bērziņš, Freimanis 8                           | Body    | Valančiūnas 15 |  | Aréna Riga Riga Počet diváků: 10 492 Rozhodčí: Ilija Belošević (SRB), Petar Obradović (BIH), Saverio Lanzarini (ITA) |
| 6. září 2015 18:30 | Zpráva | Freimanis 9                                    | Dosk.   | Mačiulis 10    |  | Aréna Riga Riga Počet diváků: 10 492 Rozhodčí: Ilija Belošević (SRB), Petar Obradović (BIH), Saverio Lanzarini (ITA) |
| 6. září 2015 18:30 | Zpráva | Janičenoks 4                                   | Asist.  | Kalnietis 6    |  | Aréna Riga Riga Počet diváků: 10 492 Rozhodčí: Ilija Belošević (SRB), Petar Obradović (BIH), Saverio Lanzarini (ITA) |

| 6. září 2015 21:30 | Zpráva | Ukrajina                                        | 64 – 78 | Česko        |  | Aréna Riga Riga Počet diváků: 614 Rozhodčí: Emilio Perez (ESP), Emin Mogulkoc (TUR), Amit Balak (ISR) |
| 6. září 2015 21:30 | Zpráva | Skóre po čtvrtinách: 14:20, 16:26, 15:19, 19:13 |         |              |  | Aréna Riga Riga Počet diváků: 614 Rozhodčí: Emilio Perez (ESP), Emin Mogulkoc (TUR), Amit Balak (ISR) |
| 6. září 2015 21:30 | Zpráva | Fesenko 14                                      | Body    | Veselý 19    |  | Aréna Riga Riga Počet diváků: 614 Rozhodčí: Emilio Perez (ESP), Emin Mogulkoc (TUR), Amit Balak (ISR) |
| 6. září 2015 21:30 | Zpráva | Fesenko 8                                       | Dosk.   | Veselý 9     |  | Aréna Riga Riga Počet diváků: 614 Rozhodčí: Emilio Perez (ESP), Emin Mogulkoc (TUR), Amit Balak (ISR) |
| 6. září 2015 21:30 | Zpráva | Lukašov 4                                       | Asist.  | Satoranský 6 |  | Aréna Riga Riga Počet diváků: 614 Rozhodčí: Emilio Perez (ESP), Emin Mogulkoc (TUR), Amit Balak (ISR) |

| 7. září 2015 15:30 | Zpráva | Litva                                           | 74 – 76 | Belgie                |  | Aréna Riga Riga Počet diváků: 3 570 Rozhodčí: Emilio Perez (ESP), Petar Obradovič (BIH), Sigmundur Herbertsson (ISL) |
| 7. září 2015 15:30 | Zpráva | Skóre po čtvrtinách: 20:12, 15:23, 19:22, 20:19 |         |                       |  | Aréna Riga Riga Počet diváků: 3 570 Rozhodčí: Emilio Perez (ESP), Petar Obradovič (BIH), Sigmundur Herbertsson (ISL) |
| 7. září 2015 15:30 | Zpráva | Valančiūnas 25                                  | Body    | Lojeski 20            |  | Aréna Riga Riga Počet diváků: 3 570 Rozhodčí: Emilio Perez (ESP), Petar Obradovič (BIH), Sigmundur Herbertsson (ISL) |
| 7. září 2015 15:30 | Zpráva | Valančiūnas 12                                  | Dosk.   | Gillet 4              |  | Aréna Riga Riga Počet diváků: 3 570 Rozhodčí: Emilio Perez (ESP), Petar Obradovič (BIH), Sigmundur Herbertsson (ISL) |
| 7. září 2015 15:30 | Zpráva | Kalnietis 13                                    | Asist.  | Lojeski, Van Rossom 5 |  | Aréna Riga Riga Počet diváků: 3 570 Rozhodčí: Emilio Perez (ESP), Petar Obradovič (BIH), Sigmundur Herbertsson (ISL) |

| 7. září 2015 18:30 | Zpráva | Česko                                          | 65 – 72 | Lotyšsko           |  | Aréna Riga Riga Počet diváků: 5 710 Rozhodčí: Milivoje Jovčič (SRB), Emin Mogulkoc (TUR), Marcin Kowalski (POL) |
| 7. září 2015 18:30 | Zpráva | Skóre po čtvrtinách: 22:17, 11:23, 9:11, 23:21 |         |                    |  | Aréna Riga Riga Počet diváků: 5 710 Rozhodčí: Milivoje Jovčič (SRB), Emin Mogulkoc (TUR), Marcin Kowalski (POL) |
| 7. září 2015 18:30 | Zpráva | Satoranský 22                                  | Body    | Blūms 14           |  | Aréna Riga Riga Počet diváků: 5 710 Rozhodčí: Milivoje Jovčič (SRB), Emin Mogulkoc (TUR), Marcin Kowalski (POL) |
| 7. září 2015 18:30 | Zpráva | Veselý 11                                      | Dosk.   | Freimanis, Timma 8 |  | Aréna Riga Riga Počet diváků: 5 710 Rozhodčí: Milivoje Jovčič (SRB), Emin Mogulkoc (TUR), Marcin Kowalski (POL) |
| 7. září 2015 18:30 | Zpráva | Satoranský 9                                   | Asist.  | Strēlnieks 7       |  | Aréna Riga Riga Počet diváků: 5 710 Rozhodčí: Milivoje Jovčič (SRB), Emin Mogulkoc (TUR), Marcin Kowalski (POL) |

| 7. září 2015 21:30 | Zpráva | Ukrajina                                       | 71 – 78 | Estonsko            |  | Aréna Riga Riga Počet diváků: 2 795 Rozhodčí: Ilija Běloševič (SRB), Eddie Viator (FRA), Amit Balak (ISR) |
| 7. září 2015 21:30 | Zpráva | Skóre po čtvrtinách: 15:14, 23:14, 6:22, 27:28 |         |                     |  | Aréna Riga Riga Počet diváků: 2 795 Rozhodčí: Ilija Běloševič (SRB), Eddie Viator (FRA), Amit Balak (ISR) |
| 7. září 2015 21:30 | Zpráva | Randle 22                                      | Body    | Arbet 26            |  | Aréna Riga Riga Počet diváků: 2 795 Rozhodčí: Ilija Běloševič (SRB), Eddie Viator (FRA), Amit Balak (ISR) |
| 7. září 2015 21:30 | Zpráva | Pustozvonov 7                                  | Dosk.   | Vene 8              |  | Aréna Riga Riga Počet diváků: 2 795 Rozhodčí: Ilija Běloševič (SRB), Eddie Viator (FRA), Amit Balak (ISR) |
| 7. září 2015 21:30 | Zpráva | Randle 4                                       | Asist.  | S. Sokk, Veideman 6 |  | Aréna Riga Riga Počet diváků: 2 795 Rozhodčí: Ilija Běloševič (SRB), Eddie Viator (FRA), Amit Balak (ISR) |

| 9. září 2015 15:30 | Zpráva | Belgie                                          | 64 – 66 | Česko        |  | Aréna Riga Riga Počet diváků: 477 Rozhodčí: Ilija Běloševič (SRB), Saverio Lanzarini (ITA), Petar Obradovič (BIH) |
| 9. září 2015 15:30 | Zpráva | Skóre po čtvrtinách: 17:21, 11:12, 16:18, 20:15 |         |              |  | Aréna Riga Riga Počet diváků: 477 Rozhodčí: Ilija Běloševič (SRB), Saverio Lanzarini (ITA), Petar Obradovič (BIH) |
| 9. září 2015 15:30 | Zpráva | Tabu 12                                         | Body    | Veselý 21    |  | Aréna Riga Riga Počet diváků: 477 Rozhodčí: Ilija Běloševič (SRB), Saverio Lanzarini (ITA), Petar Obradovič (BIH) |
| 9. září 2015 15:30 | Zpráva | Hervelle 9                                      | Dosk.   | Veselý 12    |  | Aréna Riga Riga Počet diváků: 477 Rozhodčí: Ilija Běloševič (SRB), Saverio Lanzarini (ITA), Petar Obradovič (BIH) |
| 9. září 2015 15:30 | Zpráva | Van Rossom 7                                    | Asist.  | Satoranský 9 |  | Aréna Riga Riga Počet diváků: 477 Rozhodčí: Ilija Běloševič (SRB), Saverio Lanzarini (ITA), Petar Obradovič (BIH) |

| 9. září 2015 18:30 | Zpráva | Lotyšsko                                        | 74 – 75 | Ukrajina   |  | Aréna Riga Riga Počet diváků: 5 998 Rozhodčí: Emilio Perez (ESP), Milivoje Jovčič (SRB), Sigmundur Herbertsson (ISL) |
| 9. září 2015 18:30 | Zpráva | Skóre po čtvrtinách: 21:14, 18:24, 23:22, 12:15 |         |            |  | Aréna Riga Riga Počet diváků: 5 998 Rozhodčí: Emilio Perez (ESP), Milivoje Jovčič (SRB), Sigmundur Herbertsson (ISL) |
| 9. září 2015 18:30 | Zpráva | Bertāns 17                                      | Body    | Fesenko 21 |  | Aréna Riga Riga Počet diváků: 5 998 Rozhodčí: Emilio Perez (ESP), Milivoje Jovčič (SRB), Sigmundur Herbertsson (ISL) |
| 9. září 2015 18:30 | Zpráva | Bertāns 6                                       | Dosk.   | Fesenko 10 |  | Aréna Riga Riga Počet diváků: 5 998 Rozhodčí: Emilio Perez (ESP), Milivoje Jovčič (SRB), Sigmundur Herbertsson (ISL) |
| 9. září 2015 18:30 | Zpráva | Bertāns, Strēlnieks 5                           | Asist.  | Randle 5   |  | Aréna Riga Riga Počet diváků: 5 998 Rozhodčí: Emilio Perez (ESP), Milivoje Jovčič (SRB), Sigmundur Herbertsson (ISL) |

| 9. září 2015 21:30 | Zpráva | Estonsko                                        | 62 – 64 | Litva       |  | Aréna Riga Riga Počet diváků: 6 985 Rozhodčí: Emin Mogulkoc (TUR), Marcin Kowalski (POL), Amit Balak (ISR) |
| 9. září 2015 21:30 | Zpráva | Skóre po čtvrtinách: 15:20, 16:18, 20:11, 11:15 |         |             |  | Aréna Riga Riga Počet diváků: 6 985 Rozhodčí: Emin Mogulkoc (TUR), Marcin Kowalski (POL), Amit Balak (ISR) |
| 9. září 2015 21:30 | Zpráva | Talts 20                                        | Body    | Mačiulis 15 |  | Aréna Riga Riga Počet diváků: 6 985 Rozhodčí: Emin Mogulkoc (TUR), Marcin Kowalski (POL), Amit Balak (ISR) |
| 9. září 2015 21:30 | Zpráva | Vene 7                                          | Dosk.   | Mačiulis 10 |  | Aréna Riga Riga Počet diváků: 6 985 Rozhodčí: Emin Mogulkoc (TUR), Marcin Kowalski (POL), Amit Balak (ISR) |
| 9. září 2015 21:30 | Zpráva | S. Sokk 5                                       | Asist.  | Kalnietis 7 |  | Aréna Riga Riga Počet diváků: 6 985 Rozhodčí: Emin Mogulkoc (TUR), Marcin Kowalski (POL), Amit Balak (ISR) |

| 10. září 2015 15:30 | Zpráva | Ukrajina                                        | 71 – 79 | Belgie       |  | Aréna Riga Riga Počet diváků: 387 Rozhodčí: Milivoje Jovčič (SRB), Marcin Kowalski (POL), Sigmundur Herbertsson (ISL) |
| 10. září 2015 15:30 | Zpráva | Skóre po čtvrtinách: 19:14, 20:21, 15:24, 17:20 |         |              |  | Aréna Riga Riga Počet diváků: 387 Rozhodčí: Milivoje Jovčič (SRB), Marcin Kowalski (POL), Sigmundur Herbertsson (ISL) |
| 10. září 2015 15:30 | Zpráva | Fesenko 20                                      | Body    | Gillet 15    |  | Aréna Riga Riga Počet diváků: 387 Rozhodčí: Milivoje Jovčič (SRB), Marcin Kowalski (POL), Sigmundur Herbertsson (ISL) |
| 10. září 2015 15:30 | Zpráva | Fesenko 11                                      | Dosk.   | Tabu 8       |  | Aréna Riga Riga Počet diváků: 387 Rozhodčí: Milivoje Jovčič (SRB), Marcin Kowalski (POL), Sigmundur Herbertsson (ISL) |
| 10. září 2015 15:30 | Zpráva | Randle 4                                        | Asist.  | Van Rossom 6 |  | Aréna Riga Riga Počet diváků: 387 Rozhodčí: Milivoje Jovčič (SRB), Marcin Kowalski (POL), Sigmundur Herbertsson (ISL) |

| 10. září 2015 18:30 | Zpráva | Lotyšsko                                       | 75 – 64 | Estonsko   |  | Aréna Riga Riga Počet diváků: 9 073 Rozhodčí: Ilija Belošević (SRB), Eddie Viator (FRA), Saverio Lanzarini (ITA) |
| 10. září 2015 18:30 | Zpráva | Skóre po čtvrtinách: 15:19, 18:15, 22:5, 20:15 |         |            |  | Aréna Riga Riga Počet diváků: 9 073 Rozhodčí: Ilija Belošević (SRB), Eddie Viator (FRA), Saverio Lanzarini (ITA) |
| 10. září 2015 18:30 | Zpráva | Strēlnieks 21                                  | Body    | Arbet 16   |  | Aréna Riga Riga Počet diváků: 9 073 Rozhodčí: Ilija Belošević (SRB), Eddie Viator (FRA), Saverio Lanzarini (ITA) |
| 10. září 2015 18:30 | Zpráva | Timma 6                                        | Dosk.   | Kangur 8   |  | Aréna Riga Riga Počet diváků: 9 073 Rozhodčí: Ilija Belošević (SRB), Eddie Viator (FRA), Saverio Lanzarini (ITA) |
| 10. září 2015 18:30 | Zpráva | Bertāns, Strēlnieks 3                          | Asist.  | Veideman 8 |  | Aréna Riga Riga Počet diváků: 9 073 Rozhodčí: Ilija Belošević (SRB), Eddie Viator (FRA), Saverio Lanzarini (ITA) |

| 10. září 2015 21:30 | Zpráva | Česko                                                          | 81 – 85 | Litva          | prodl. | Aréna Riga Riga Počet diváků: 4 669 Rozhodčí: Emilio Pérez (ESP), Emin Moğulkoç (TUR), Petar Obradović (BIH) |
| 10. září 2015 21:30 | Zpráva | Skóre po čtvrtinách: 18:12, 19:15, 14:28, 18:14, Prodl.: 12:16 |         |                | prodl. | Aréna Riga Riga Počet diváků: 4 669 Rozhodčí: Emilio Pérez (ESP), Emin Moğulkoç (TUR), Petar Obradović (BIH) |
| 10. září 2015 21:30 | Zpráva | Schilb 18                                                      | Body    | Kuzminskas 18  | prodl. | Aréna Riga Riga Počet diváků: 4 669 Rozhodčí: Emilio Pérez (ESP), Emin Moğulkoç (TUR), Petar Obradović (BIH) |
| 10. září 2015 21:30 | Zpráva | Satoranský 9                                                   | Dosk.   | Valančiūnas 10 | prodl. | Aréna Riga Riga Počet diváků: 4 669 Rozhodčí: Emilio Pérez (ESP), Emin Moğulkoç (TUR), Petar Obradović (BIH) |
| 10. září 2015 21:30 | Zpráva | Satoranský 15                                                  | Asist.  | Kalnietis 4    | prodl. | Aréna Riga Riga Počet diváků: 4 669 Rozhodčí: Emilio Pérez (ESP), Emin Moğulkoç (TUR), Petar Obradović (BIH) |

### Play off
|  | Osmifinále | Osmifinále |           |    | Čtvrtfinále   | Čtvrtfinále   |          |          | Semifinále | Semifinále |  |  | Finále | Finále |
|  |            |            |           |    |               |               |          |          |            |            |  |  |        |        |
|  | 12. září   |            |           |    |               |               |          |          |            |            |  |  |        |        |
|  |            |            |           |    |               |               |          |          |            |            |  |  |        |        |
|  | Francie    | 76         |           |    |               |               |          |          |            |            |  |  |        |        |
|  | Francie    | 76         | 15. září  |    |               |               |          |          |            |            |  |  |        |        |
|  | Turecko    | 53         |           |    |               |               |          |          |            |            |  |  |        |        |
|  | Turecko    | 53         | Francie   | 84 |               |               |          |          |            |            |  |  |        |        |
|  | 12. září   |            | Francie   | 84 |               |               |          |          |            |            |  |  |        |        |
|  |            | Lotyšsko   | 70        |    |               |               |          |          |            |            |  |  |        |        |
|  | Lotyšsko   | Lotyšsko   | 70        | 73 |               |               |          |          |            |            |  |  |        |        |
|  | Lotyšsko   |            | 17. září  | 73 |               |               |          |          |            |            |  |  |        |        |
|  | Slovinsko  | 66         |           |    |               |               |          |          |            |            |  |  |        |        |
|  | Slovinsko  | 66         | Španělsko | 80 |               |               |          |          |            |            |  |  |        |        |
|  | 12. září   |            | Španělsko | 80 |               |               |          |          |            |            |  |  |        |        |
|  |            | Francie    | 75p       |    |               |               |          |          |            |            |  |  |        |        |
|  | Španělsko  | Francie    | 75p       | 80 |               |               |          |          |            |            |  |  |        |        |
|  | Španělsko  | 15. září   |           | 80 |               |               |          |          |            |            |  |  |        |        |
|  | Polsko     | 66         |           |    |               |               |          |          |            |            |  |  |        |        |
|  | Polsko     | 66         | Španělsko | 73 |               |               |          |          |            |            |  |  |        |        |
|  | 12. září   |            | Španělsko | 73 |               |               |          |          |            |            |  |  |        |        |
|  |            | Řecko      | 71        |    |               |               |          |          |            |            |  |  |        |        |
|  | Řecko      | Řecko      | 71        | 75 |               |               |          |          |            |            |  |  |        |        |
|  | Řecko      |            | 20. září  | 75 |               |               |          |          |            |            |  |  |        |        |
|  | Belgie     | 54         |           |    |               |               |          |          |            |            |  |  |        |        |
|  | Belgie     | 54         | Španělsko | 80 |               |               |          |          |            |            |  |  |        |        |
|  | 13. září   |            | Španělsko | 80 |               |               |          |          |            |            |  |  |        |        |
|  |            | Litva      | 63        |    |               |               |          |          |            |            |  |  |        |        |
|  | Srbsko     | Litva      | 63        | 94 |               |               |          |          |            |            |  |  |        |        |
|  | Srbsko     | 16. září   |           | 94 |               |               |          |          |            |            |  |  |        |        |
|  | Finsko     | 81         |           |    |               |               |          |          |            |            |  |  |        |        |
|  | Finsko     | 81         | Srbsko    | 89 |               |               |          |          |            |            |  |  |        |        |
|  | 13. září   |            | Srbsko    | 89 |               |               |          |          |            |            |  |  |        |        |
|  |            | Česko      | 75        |    |               |               |          |          |            |            |  |  |        |        |
|  | Chorvatsko | Česko      | 75        | 59 |               |               |          |          |            |            |  |  |        |        |
|  | Chorvatsko |            | 18. září  | 59 |               |               |          |          |            |            |  |  |        |        |
|  | Česko      | 80         |           |    |               |               |          |          |            |            |  |  |        |        |
|  | Česko      | 80         | Srbsko    | 64 |               |               |          |          |            |            |  |  |        |        |
|  | 13. září   |            | Srbsko    | 64 |               |               |          |          |            |            |  |  |        |        |
|  |            | Litva      | 67        |    | O třetí místo | O třetí místo |          |          |            |            |  |  |        |        |
|  | Izrael     | Litva      | 67        | 52 | O třetí místo | O třetí místo |          |          |            |            |  |  |        |        |
|  | Izrael     | 16. září   | 16. září  | 52 |               |               | 20. září | 20. září |            |            |  |  |        |        |
|  | Itálie     | 16. září   | 16. září  | 83 |               |               | 20. září | 20. září |            |            |  |  |        |        |
|  | Itálie     | Itálie     | 85        | 83 | Francie       | 81            |          |          |            |            |  |  |        |        |
|  | 13. září   | Itálie     | 85        |    | Francie       | 81            |          |          |            |            |  |  |        |        |
|  |            | Litva      | 95p       |    | Srbsko        | 68            |          |          |            |            |  |  |        |        |
|  | Litva      | Litva      | 95p       | 85 | Srbsko        | 68            |          |          |            |            |  |  |        |        |
|  | Litva      |            |           | 85 |               |               |          |          |            |            |  |  |        |        |
|  | Gruzie     | 81         |           |    |               |               |          |          |            |            |  |  |        |        |
|  | Gruzie     | 81         |           |    |               |               |          |          |            |            |  |  |        |        |

#### Osmifinále
| 12. září 2015 12:00 | Zpráva | Lotyšsko                                        | 73 – 66 | Slovinsko  |  | Stade Pierre-Mauroy, Lille Počet diváků: 10 023 Rozhodčí: Emilio Perez (ESP), Robert Lottermoser (GER), Emin Mogulkoc (TUR) |
| 12. září 2015 12:00 | Zpráva | Skóre po čtvrtinách: 20:20, 22:20, 13:12, 18:14 |         |            |  | Stade Pierre-Mauroy, Lille Počet diváků: 10 023 Rozhodčí: Emilio Perez (ESP), Robert Lottermoser (GER), Emin Mogulkoc (TUR) |
| 12. září 2015 12:00 | Zpráva | Strēlnieks 17                                   | Body    | Dragić 17  |  | Stade Pierre-Mauroy, Lille Počet diváků: 10 023 Rozhodčí: Emilio Perez (ESP), Robert Lottermoser (GER), Emin Mogulkoc (TUR) |
| 12. září 2015 12:00 | Zpráva | Strēlnieks, Bērziņš 6                           | Dosk.   | Prepelič 7 |  | Stade Pierre-Mauroy, Lille Počet diváků: 10 023 Rozhodčí: Emilio Perez (ESP), Robert Lottermoser (GER), Emin Mogulkoc (TUR) |
| 12. září 2015 12:00 | Zpráva | Strēlnieks 8                                    | Asist.  | Prepelič 5 |  | Stade Pierre-Mauroy, Lille Počet diváků: 10 023 Rozhodčí: Emilio Perez (ESP), Robert Lottermoser (GER), Emin Mogulkoc (TUR) |

| 12. září 2015 14:30 | Zpráva | Řecko                                           | 75 – 54 | Belgie       |  | Stade Pierre-Mauroy, Lille Počet diváků: 13 672 Rozhodčí: Ilija Bělošević (SRB), Benjamin Jiménez (ESP), Sergiy Zaščuk (UKR) |
| 12. září 2015 14:30 | Zpráva | Skóre po čtvrtinách: 16:15, 18:16, 23:11, 18:12 |         |              |  | Stade Pierre-Mauroy, Lille Počet diváků: 13 672 Rozhodčí: Ilija Bělošević (SRB), Benjamin Jiménez (ESP), Sergiy Zaščuk (UKR) |
| 12. září 2015 14:30 | Zpráva | Bourousis 14                                    | Body    | Gillet 14    |  | Stade Pierre-Mauroy, Lille Počet diváků: 13 672 Rozhodčí: Ilija Bělošević (SRB), Benjamin Jiménez (ESP), Sergiy Zaščuk (UKR) |
| 12. září 2015 14:30 | Zpráva | Antetokounmpo 10                                | Dosk.   | Hervelle 6   |  | Stade Pierre-Mauroy, Lille Počet diváků: 13 672 Rozhodčí: Ilija Bělošević (SRB), Benjamin Jiménez (ESP), Sergiy Zaščuk (UKR) |
| 12. září 2015 14:30 | Zpráva | Spanoulis 6                                     | Asist.  | Van Rossom 3 |  | Stade Pierre-Mauroy, Lille Počet diváků: 13 672 Rozhodčí: Ilija Bělošević (SRB), Benjamin Jiménez (ESP), Sergiy Zaščuk (UKR) |

| 12. září 2015 18:30 | Zpráva | Španělsko                                       | 80 – 66 | Polsko      |  | Stade Pierre-Mauroy, Lille Počet diváků: 21 302 Rozhodčí: Borys Ryžyk (UKR), Sinisa Herceg (CRO), Milos Koljenšič (MNE) |
| 12. září 2015 18:30 | Zpráva | Skóre po čtvrtinách: 25:20, 16:19, 14:16, 25:11 |         |             |  | Stade Pierre-Mauroy, Lille Počet diváků: 21 302 Rozhodčí: Borys Ryžyk (UKR), Sinisa Herceg (CRO), Milos Koljenšič (MNE) |
| 12. září 2015 18:30 | Zpráva | Gasol 30                                        | Body    | Kulig 10    |  | Stade Pierre-Mauroy, Lille Počet diváků: 21 302 Rozhodčí: Borys Ryžyk (UKR), Sinisa Herceg (CRO), Milos Koljenšič (MNE) |
| 12. září 2015 18:30 | Zpráva | Mirotić 8                                       | Dosk.   | Kulig 6     |  | Stade Pierre-Mauroy, Lille Počet diváků: 21 302 Rozhodčí: Borys Ryžyk (UKR), Sinisa Herceg (CRO), Milos Koljenšič (MNE) |
| 12. září 2015 18:30 | Zpráva | Rodríguez 5                                     | Asist.  | Slaughter 6 |  | Stade Pierre-Mauroy, Lille Počet diváků: 21 302 Rozhodčí: Borys Ryžyk (UKR), Sinisa Herceg (CRO), Milos Koljenšič (MNE) |

| 12. září 2015 21:00 | Zpráva | Francie                                        | 76 – 53 | Turecko     |  | Stade Pierre-Mauroy, Lille Počet diváků: 26 135 Rozhodčí: Christos Christodoulou (GRE), Matej Boltauzer (SLO), Olegs Latiševs (LAT) |
| 12. září 2015 21:00 | Zpráva | Skóre po čtvrtinách: 17:18, 19:8, 23:14, 17:13 |         |             |  | Stade Pierre-Mauroy, Lille Počet diváků: 26 135 Rozhodčí: Christos Christodoulou (GRE), Matej Boltauzer (SLO), Olegs Latiševs (LAT) |
| 12. září 2015 21:00 | Zpráva | de Colo 15                                     | Body    | İlyasova 14 |  | Stade Pierre-Mauroy, Lille Počet diváků: 26 135 Rozhodčí: Christos Christodoulou (GRE), Matej Boltauzer (SLO), Olegs Latiševs (LAT) |
| 12. září 2015 21:00 | Zpráva | Lauvergne 9                                    | Dosk.   | İlyasova 10 |  | Stade Pierre-Mauroy, Lille Počet diváků: 26 135 Rozhodčí: Christos Christodoulou (GRE), Matej Boltauzer (SLO), Olegs Latiševs (LAT) |
| 12. září 2015 21:00 | Zpráva | de Colo 7                                      | Asist.  | Muhammed 5  |  | Stade Pierre-Mauroy, Lille Počet diváků: 26 135 Rozhodčí: Christos Christodoulou (GRE), Matej Boltauzer (SLO), Olegs Latiševs (LAT) |

| 13. září 2015 12:00 | Zpráva | Chorvatsko                                      | 59 – 80 | Česko         |  | Stade Pierre-Mauroy, Lille Počet diváků: 12 070 Rozhodčí: Fernando Rocha (POR), Eddie Viator (FRA), Benjamin Jimenez Trujillo (ESP) |
| 13. září 2015 12:00 | Zpráva | Skóre po čtvrtinách: 13:20, 18:28, 12:17, 16:15 |         |               |  | Stade Pierre-Mauroy, Lille Počet diváků: 12 070 Rozhodčí: Fernando Rocha (POR), Eddie Viator (FRA), Benjamin Jimenez Trujillo (ESP) |
| 13. září 2015 12:00 | Zpráva | Bogdanović 12                                   | Body    | Veselý 20     |  | Stade Pierre-Mauroy, Lille Počet diváků: 12 070 Rozhodčí: Fernando Rocha (POR), Eddie Viator (FRA), Benjamin Jimenez Trujillo (ESP) |
| 13. září 2015 12:00 | Zpráva | Hezonja 9                                       | Dosk.   | Veselý 13     |  | Stade Pierre-Mauroy, Lille Počet diváků: 12 070 Rozhodčí: Fernando Rocha (POR), Eddie Viator (FRA), Benjamin Jimenez Trujillo (ESP) |
| 13. září 2015 12:00 | Zpráva | Ukić 5                                          | Asist.  | Satoranský 11 |  | Stade Pierre-Mauroy, Lille Počet diváků: 12 070 Rozhodčí: Fernando Rocha (POR), Eddie Viator (FRA), Benjamin Jimenez Trujillo (ESP) |

| 13. září 2015 14:30 | Zpráva | Srbsko                                          | 94 – 81 | Finsko            |  | Stade Pierre-Mauroy, Lille Počet diváků: 12 128 Rozhodčí: Robert Lottermoser (GER), Borys Ryžyk (UKR), Sérgio Silva (POR) |
| 13. září 2015 14:30 | Zpráva | Skóre po čtvrtinách: 23:24, 25:19, 23:21, 23:17 |         |                   |  | Stade Pierre-Mauroy, Lille Počet diváků: 12 128 Rozhodčí: Robert Lottermoser (GER), Borys Ryžyk (UKR), Sérgio Silva (POR) |
| 13. září 2015 14:30 | Zpráva | Raduljica 27                                    | Body    | Salin 26          |  | Stade Pierre-Mauroy, Lille Počet diváků: 12 128 Rozhodčí: Robert Lottermoser (GER), Borys Ryžyk (UKR), Sérgio Silva (POR) |
| 13. září 2015 14:30 | Zpráva | Bjelica 14                                      | Dosk.   | Murphy 8          |  | Stade Pierre-Mauroy, Lille Počet diváků: 12 128 Rozhodčí: Robert Lottermoser (GER), Borys Ryžyk (UKR), Sérgio Silva (POR) |
| 13. září 2015 14:30 | Zpráva | Teodosić 9                                      | Asist.  | Koponen, Wilson 4 |  | Stade Pierre-Mauroy, Lille Počet diváků: 12 128 Rozhodčí: Robert Lottermoser (GER), Borys Ryžyk (UKR), Sérgio Silva (POR) |

| 13. září 2015 18:30 | Zpráva | Izrael                                         | 52 – 82 | Itálie       |  | Stade Pierre-Mauroy, Lille Počet diváků: 14 742 Rozhodčí: Matej Boltauzer (SLO), Sreten Radović (CRO), Jurgis Laurinavičius (LTU) |
| 13. září 2015 18:30 | Zpráva | Skóre po čtvrtinách: 13:22, 17:18, 9:28, 13:14 |         |              |  | Stade Pierre-Mauroy, Lille Počet diváků: 14 742 Rozhodčí: Matej Boltauzer (SLO), Sreten Radović (CRO), Jurgis Laurinavičius (LTU) |
| 13. září 2015 18:30 | Zpráva | Mekel 20                                       | Body    | Gentile 27   |  | Stade Pierre-Mauroy, Lille Počet diváků: 14 742 Rozhodčí: Matej Boltauzer (SLO), Sreten Radović (CRO), Jurgis Laurinavičius (LTU) |
| 13. září 2015 18:30 | Zpráva | Casspi 6                                       | Dosk.   | Melli 7      |  | Stade Pierre-Mauroy, Lille Počet diváků: 14 742 Rozhodčí: Matej Boltauzer (SLO), Sreten Radović (CRO), Jurgis Laurinavičius (LTU) |
| 13. září 2015 18:30 | Zpráva | Mekel, Dawson, Kadir 3                         | Asist.  | Cinciarini 5 |  | Stade Pierre-Mauroy, Lille Počet diváků: 14 742 Rozhodčí: Matej Boltauzer (SLO), Sreten Radović (CRO), Jurgis Laurinavičius (LTU) |

| 13. září 2015 21:00 | Zpráva | Litva                                           | 85 – 81 | Gruzie                |  | Stade Pierre-Mauroy, Lille Rozhodčí: Luigi Lamonica (ITA), Milivoje Jovčić (SRB), Jakub Zamojski (POL) |
| 13. září 2015 21:00 | Zpráva | Skóre po čtvrtinách: 17:20, 22:20, 22:22, 24:19 |         |                       |  | Stade Pierre-Mauroy, Lille Rozhodčí: Luigi Lamonica (ITA), Milivoje Jovčić (SRB), Jakub Zamojski (POL) |
| 13. září 2015 21:00 | Zpráva | Mačiulis 34                                     | Body    | Pachulia 23           |  | Stade Pierre-Mauroy, Lille Rozhodčí: Luigi Lamonica (ITA), Milivoje Jovčić (SRB), Jakub Zamojski (POL) |
| 13. září 2015 21:00 | Zpráva | Mačiulis 6                                      | Dosk.   | Pachulia, Sanikidze 7 |  | Stade Pierre-Mauroy, Lille Rozhodčí: Luigi Lamonica (ITA), Milivoje Jovčić (SRB), Jakub Zamojski (POL) |
| 13. září 2015 21:00 | Zpráva | Kalnietis 7                                     | Asist.  | Tsintsadze 5          |  | Stade Pierre-Mauroy, Lille Rozhodčí: Luigi Lamonica (ITA), Milivoje Jovčić (SRB), Jakub Zamojski (POL) |

#### Čtvrtfinále
| 15. září 2015 18:30 | Zpráva | Španělsko                                       | 73 – 71 | Řecko            |  | Stade Pierre-Mauroy, Lille Počet diváků: 17 864 Rozhodčí: Luigi Lamonica (ITA), Ilija Belosevic (SRB), Fernando Rocha (POR) |
| 15. září 2015 18:30 | Zpráva | Skóre po čtvrtinách: 14:14, 25:18, 16:25, 18:14 |         |                  |  | Stade Pierre-Mauroy, Lille Počet diváků: 17 864 Rozhodčí: Luigi Lamonica (ITA), Ilija Belosevic (SRB), Fernando Rocha (POR) |
| 15. září 2015 18:30 | Zpráva | Gasol 27                                        | Body    | Calathes 14      |  | Stade Pierre-Mauroy, Lille Počet diváků: 17 864 Rozhodčí: Luigi Lamonica (ITA), Ilija Belosevic (SRB), Fernando Rocha (POR) |
| 15. září 2015 18:30 | Zpráva | Gasol 9                                         | Dosk.   | Antetokounmpo 17 |  | Stade Pierre-Mauroy, Lille Počet diváků: 17 864 Rozhodčí: Luigi Lamonica (ITA), Ilija Belosevic (SRB), Fernando Rocha (POR) |
| 15. září 2015 18:30 | Zpráva | Rodríguez 5                                     | Asist.  | Calathes 7       |  | Stade Pierre-Mauroy, Lille Počet diváků: 17 864 Rozhodčí: Luigi Lamonica (ITA), Ilija Belosevic (SRB), Fernando Rocha (POR) |

| 15. září 2015 21:00 | Zpráva | Francie                                        | 84 – 70 | Lotyšsko   |  | Stade Pierre-Mauroy, Lille Počet diváků: 22 076 Rozhodčí: Robert Lottermoser (GER), Milivoje Jovčić (SRB), Siniša Herceg (CRO) |
| 15. září 2015 21:00 | Zpráva | Skóre po čtvrtinách: 21:25, 19:13, 16:7, 28:25 |         |            |  | Stade Pierre-Mauroy, Lille Počet diváků: 22 076 Rozhodčí: Robert Lottermoser (GER), Milivoje Jovčić (SRB), Siniša Herceg (CRO) |
| 15. září 2015 21:00 | Zpráva | Parker                                         | Body    | Janičenoks |  | Stade Pierre-Mauroy, Lille Počet diváků: 22 076 Rozhodčí: Robert Lottermoser (GER), Milivoje Jovčić (SRB), Siniša Herceg (CRO) |
| 15. září 2015 21:00 | Zpráva | Lombahe-Kahudi                                 | Dosk.   | Freimanis  |  | Stade Pierre-Mauroy, Lille Počet diváků: 22 076 Rozhodčí: Robert Lottermoser (GER), Milivoje Jovčić (SRB), Siniša Herceg (CRO) |
| 15. září 2015 21:00 | Zpráva | Parker                                         | Asist.  | Strēlnieks |  | Stade Pierre-Mauroy, Lille Počet diváků: 22 076 Rozhodčí: Robert Lottermoser (GER), Milivoje Jovčić (SRB), Siniša Herceg (CRO) |

| 16. září 2015 18:30 | Zpráva | Srbsko                                          | 89 – 75 | Česko                 |  | Stade Pierre-Mauroy, Lille Počet diváků: 8 726 Rozhodčí: Christos Christodoulou (GRE), Olegs Latiševs (LAT), Emin Moğulkoç (TUR) |
| 16. září 2015 18:30 | Zpráva | Skóre po čtvrtinách: 21:21, 24:21, 22:21, 22:12 |         |                       |  | Stade Pierre-Mauroy, Lille Počet diváků: 8 726 Rozhodčí: Christos Christodoulou (GRE), Olegs Latiševs (LAT), Emin Moğulkoç (TUR) |
| 16. září 2015 18:30 | Zpráva | Erceg 20                                        | Body    | Veselý 23             |  | Stade Pierre-Mauroy, Lille Počet diváků: 8 726 Rozhodčí: Christos Christodoulou (GRE), Olegs Latiševs (LAT), Emin Moğulkoç (TUR) |
| 16. září 2015 18:30 | Zpráva | Bjelica 10                                      | Dosk.   | Veselý 10             |  | Stade Pierre-Mauroy, Lille Počet diváků: 8 726 Rozhodčí: Christos Christodoulou (GRE), Olegs Latiševs (LAT), Emin Moğulkoç (TUR) |
| 16. září 2015 18:30 | Zpráva | Teodosić 14                                     | Asist.  | Pumprla, Satoranský 4 |  | Stade Pierre-Mauroy, Lille Počet diváků: 8 726 Rozhodčí: Christos Christodoulou (GRE), Olegs Latiševs (LAT), Emin Moğulkoç (TUR) |

| 16. září 2015 21:00 | Zpráva | Itálie                                                        | 85 – 95 | Litva          | prodl. | Stade Pierre-Mauroy, Lille Počet diváků: 13 173 Rozhodčí: Emilio Pérez (ESP), Sreten Radović (CRO), Miloš Koljenšić (MNE) |
| 16. září 2015 21:00 | Zpráva | Skóre po čtvrtinách: 20:21, 16:16, 23:23, 20:19, Prodl.: 6:16 |         |                | prodl. | Stade Pierre-Mauroy, Lille Počet diváků: 13 173 Rozhodčí: Emilio Pérez (ESP), Sreten Radović (CRO), Miloš Koljenšić (MNE) |
| 16. září 2015 21:00 | Zpráva | Bargnani 21                                                   | Body    | Valančiūnas 26 | prodl. | Stade Pierre-Mauroy, Lille Počet diváků: 13 173 Rozhodčí: Emilio Pérez (ESP), Sreten Radović (CRO), Miloš Koljenšić (MNE) |
| 16. září 2015 21:00 | Zpráva | Gallinari 6                                                   | Dosk.   | Valančiūnas 15 | prodl. | Stade Pierre-Mauroy, Lille Počet diváků: 13 173 Rozhodčí: Emilio Pérez (ESP), Sreten Radović (CRO), Miloš Koljenšić (MNE) |
| 16. září 2015 21:00 | Zpráva | Cinciarini 5                                                  | Asist.  | Kalnietis 11   | prodl. | Stade Pierre-Mauroy, Lille Počet diváků: 13 173 Rozhodčí: Emilio Pérez (ESP), Sreten Radović (CRO), Miloš Koljenšić (MNE) |

#### Semifinále
| 17. září 2015 21:00 | Zpráva | Španělsko                                                     | 80 – 75 | Francie           | prodl. | Stade Pierre-Mauroy, Lille Počet diváků: 26 922 Rozhodčí: Christos Christodoulou (GRE), Borys Ryžyk (UKR), Fernando Rocha (POR) |
| 17. září 2015 21:00 | Zpráva | Skóre po čtvrtinách: 17:20, 15:13, 16:23, 18:10, Prodl.: 14:9 |         |                   | prodl. | Stade Pierre-Mauroy, Lille Počet diváků: 26 922 Rozhodčí: Christos Christodoulou (GRE), Borys Ryžyk (UKR), Fernando Rocha (POR) |
| 17. září 2015 21:00 | Zpráva | Gasol 40                                                      | Body    | Batum, De Colo 14 | prodl. | Stade Pierre-Mauroy, Lille Počet diváků: 26 922 Rozhodčí: Christos Christodoulou (GRE), Borys Ryžyk (UKR), Fernando Rocha (POR) |
| 17. září 2015 21:00 | Zpráva | Gasol 11                                                      | Dosk.   | Gobert 13         | prodl. | Stade Pierre-Mauroy, Lille Počet diváků: 26 922 Rozhodčí: Christos Christodoulou (GRE), Borys Ryžyk (UKR), Fernando Rocha (POR) |
| 17. září 2015 21:00 | Zpráva | Llull 5                                                       | Asist.  | Parker 6          | prodl. | Stade Pierre-Mauroy, Lille Počet diváků: 26 922 Rozhodčí: Christos Christodoulou (GRE), Borys Ryžyk (UKR), Fernando Rocha (POR) |

| 18. září 2015 21:00 | Zpráva | Srbsko                                         | 64 – 67 | Litva          |  | Stade Pierre-Mauroy, Lille Počet diváků: 20 042 Rozhodčí: Emilio Perez (ESP), Olegs Latisevs (LAT), Emin Mogulkoc (TUR) |
| 18. září 2015 21:00 | Zpráva | Skóre po čtvrtinách: 17:22, 17:13, 9:13, 21:19 |         |                |  | Stade Pierre-Mauroy, Lille Počet diváků: 20 042 Rozhodčí: Emilio Perez (ESP), Olegs Latisevs (LAT), Emin Mogulkoc (TUR) |
| 18. září 2015 21:00 | Zpráva | Teodosić 16                                    | Body    | Valančiūnas 15 |  | Stade Pierre-Mauroy, Lille Počet diváků: 20 042 Rozhodčí: Emilio Perez (ESP), Olegs Latisevs (LAT), Emin Mogulkoc (TUR) |
| 18. září 2015 21:00 | Zpráva | 3 hráči 4                                      | Dosk.   | Kuzminskas 9   |  | Stade Pierre-Mauroy, Lille Počet diváků: 20 042 Rozhodčí: Emilio Perez (ESP), Olegs Latisevs (LAT), Emin Mogulkoc (TUR) |
| 18. září 2015 21:00 | Zpráva | Teodosić, Bogdanović 3                         | Asist.  | Kalnietis 9    |  | Stade Pierre-Mauroy, Lille Počet diváků: 20 042 Rozhodčí: Emilio Perez (ESP), Olegs Latisevs (LAT), Emin Mogulkoc (TUR) |

#### Finále
| 20. září 2015 19:00 | Zpráva | Španělsko                                      | 80 – 63 | Litva                  |  | Stade Pierre-Mauroy, Lille Počet diváků: 27 372 Rozhodčí: Luigi Lamonica (ITA), Ilija Belošević (SRB), Borys Ryzhyk (UKR) |
| 20. září 2015 19:00 | Zpráva | Skóre po čtvrtinách: 19:8, 22:25, 19:10, 20:20 |         |                        |  | Stade Pierre-Mauroy, Lille Počet diváků: 27 372 Rozhodčí: Luigi Lamonica (ITA), Ilija Belošević (SRB), Borys Ryzhyk (UKR) |
| 20. září 2015 19:00 | Zpráva | Gasol 25                                       | Body    | Kalnietis, Seibutis 13 |  | Stade Pierre-Mauroy, Lille Počet diváků: 27 372 Rozhodčí: Luigi Lamonica (ITA), Ilija Belošević (SRB), Borys Ryzhyk (UKR) |
| 20. září 2015 19:00 | Zpráva | Gasol 12                                       | Dosk.   | Valančiūnas 9          |  | Stade Pierre-Mauroy, Lille Počet diváků: 27 372 Rozhodčí: Luigi Lamonica (ITA), Ilija Belošević (SRB), Borys Ryzhyk (UKR) |
| 20. září 2015 19:00 | Zpráva | Rodríguez 6                                    | Asist.  | Kalnietis 5            |  | Stade Pierre-Mauroy, Lille Počet diváků: 27 372 Rozhodčí: Luigi Lamonica (ITA), Ilija Belošević (SRB), Borys Ryzhyk (UKR) |

#### O 3. místo
| 20. září 2015 14:00 | Zpráva | Francie                                         | 81 – 68 | Srbsko        |  | Stade Pierre-Mauroy, Lille Počet diváků: 24 092 Rozhodčí: Christos Christodoulou (GRE), Robert Lottermoser (GER), Fernando Rocha (POR) |
| 20. září 2015 14:00 | Zpráva | Skóre po čtvrtinách: 16:16, 21:16, 21:12, 23:24 |         |               |  | Stade Pierre-Mauroy, Lille Počet diváků: 24 092 Rozhodčí: Christos Christodoulou (GRE), Robert Lottermoser (GER), Fernando Rocha (POR) |
| 20. září 2015 14:00 | Zpráva | de Colo 20                                      | Body    | Bogdanović 14 |  | Stade Pierre-Mauroy, Lille Počet diváků: 24 092 Rozhodčí: Christos Christodoulou (GRE), Robert Lottermoser (GER), Fernando Rocha (POR) |
| 20. září 2015 14:00 | Zpráva | Gobert 14                                       | Dosk.   | Raduljica 8   |  | Stade Pierre-Mauroy, Lille Počet diváků: 24 092 Rozhodčí: Christos Christodoulou (GRE), Robert Lottermoser (GER), Fernando Rocha (POR) |
| 20. září 2015 14:00 | Zpráva | Diaw 6                                          | Asist.  | Raduljica 4   |  | Stade Pierre-Mauroy, Lille Počet diváků: 24 092 Rozhodčí: Christos Christodoulou (GRE), Robert Lottermoser (GER), Fernando Rocha (POR) |

#### Olympijská kvalifikace
| 17. září 2015 16:00 | Zpráva | Řecko                                           | 97 – 90 | Lotyšsko      |  | Stade Pierre-Mauroy, Lille Rozhodčí: Sreten Radović (CRO), Matej Boltauzer (SLO), Benjamín Jiménez (ESP) |
| 17. září 2015 16:00 | Zpráva | Skóre po čtvrtinách: 17:24, 20:20, 23:17, 37:29 |         |               |  | Stade Pierre-Mauroy, Lille Rozhodčí: Sreten Radović (CRO), Matej Boltauzer (SLO), Benjamín Jiménez (ESP) |
| 17. září 2015 16:00 | Zpráva | Bourousis 20                                    | Body    | Janičenoks 22 |  | Stade Pierre-Mauroy, Lille Rozhodčí: Sreten Radović (CRO), Matej Boltauzer (SLO), Benjamín Jiménez (ESP) |
| 17. září 2015 16:00 | Zpráva | Antetokounmpo, Koufos 7                         | Dosk.   | Mejeris 6     |  | Stade Pierre-Mauroy, Lille Rozhodčí: Sreten Radović (CRO), Matej Boltauzer (SLO), Benjamín Jiménez (ESP) |
| 17. září 2015 16:00 | Zpráva | Spanoulis 4                                     | Asist.  | Strēlnieks 7  |  | Stade Pierre-Mauroy, Lille Rozhodčí: Sreten Radović (CRO), Matej Boltauzer (SLO), Benjamín Jiménez (ESP) |

| 17. září 2015 18:30 | Zpráva | Česko                                           | 70 – 85 | Itálie      |  | Stade Pierre-Mauroy, Lille Počet diváků: 15 004 Rozhodčí: Robert Lottermoser (GER), Milivoje Jovčić (SRB), Eddie Viator (FRA) |
| 17. září 2015 18:30 | Zpráva | Skóre po čtvrtinách: 21:21, 16:21, 17:32, 16:11 |         |             |  | Stade Pierre-Mauroy, Lille Počet diváků: 15 004 Rozhodčí: Robert Lottermoser (GER), Milivoje Jovčić (SRB), Eddie Viator (FRA) |
| 17. září 2015 18:30 | Zpráva | Veselý 26                                       | Body    | Bargnani 21 |  | Stade Pierre-Mauroy, Lille Počet diváků: 15 004 Rozhodčí: Robert Lottermoser (GER), Milivoje Jovčić (SRB), Eddie Viator (FRA) |
| 17. září 2015 18:30 | Zpráva | Veselý 12                                       | Dosk.   | Gallinari 8 |  | Stade Pierre-Mauroy, Lille Počet diváků: 15 004 Rozhodčí: Robert Lottermoser (GER), Milivoje Jovčić (SRB), Eddie Viator (FRA) |
| 17. září 2015 18:30 | Zpráva | Satoranský 6                                    | Asist.  | Belinelli 4 |  | Stade Pierre-Mauroy, Lille Počet diváků: 15 004 Rozhodčí: Robert Lottermoser (GER), Milivoje Jovčić (SRB), Eddie Viator (FRA) |

#### O 7. místo
| 18. září 2015 18:30 | Zpráva | Lotyšsko                                       | 70 – 97 | Česko     |  | Stade Pierre-Mauroy, Lille Počet diváků: 11 362 Rozhodčí: Ilija Běloševič (SRB), Matej Boltauzer (SLO), Milos Koljenšič (MNE) |
| 18. září 2015 18:30 | Zpráva | Skóre po čtvrtinách: 23:28, 13:29, 9:23, 25:17 |         |           |  | Stade Pierre-Mauroy, Lille Počet diváků: 11 362 Rozhodčí: Ilija Běloševič (SRB), Matej Boltauzer (SLO), Milos Koljenšič (MNE) |
| 18. září 2015 18:30 | Zpráva | Timma 11                                       | Body    | Veselý 24 |  | Stade Pierre-Mauroy, Lille Počet diváků: 11 362 Rozhodčí: Ilija Běloševič (SRB), Matej Boltauzer (SLO), Milos Koljenšič (MNE) |
| 18. září 2015 18:30 | Zpráva | Bērziņš 8                                      | Dosk.   | Veselý 6  |  | Stade Pierre-Mauroy, Lille Počet diváků: 11 362 Rozhodčí: Ilija Běloševič (SRB), Matej Boltauzer (SLO), Milos Koljenšič (MNE) |
| 18. září 2015 18:30 | Zpráva | Peiners 3                                      | Asist.  | Schilb 7  |  | Stade Pierre-Mauroy, Lille Počet diváků: 11 362 Rozhodčí: Ilija Běloševič (SRB), Matej Boltauzer (SLO), Milos Koljenšič (MNE) |

## Soupisky
1.  Španělsko 
| - Pau Gasol - Rodolfo Fernández Farrés - Sergio Rodríguez Gómez | - Guillermo Hernangómez Geuer - Pau Ribas Tossas - Felipe Reyes Cabanas | - Víctor Claver Arocas - Fernando San Emeterio Lara - Sergio Llull Melià | - Pablo Aguilar Bermúdez - Nikola Mirotić - Guillem Vives Torrent |

- Trenér: Sergio Scariolo

2.  Litva 
| - Mantas Kalnietis - Deividas Gailius - Jonas Mačiulis | - Renaldas Seibutis - Domantas Sabonis - Antanas Kavaliauskas | - Paulius Jankūnas - Robertas Javtokas - Jonas Valančiūnas | - Mindaugas Kuzminskas - Artūras Milaknis - Lukas Lekavičius |

- Trenér: Jonas Kazlauskas

3.  Francie 
| - Léo Westermann - Nicolas Batum - Joffrey Lauvergne | - Charles Kahudi - Tony Parker - Evan Fournier | - Florent Piétrus - Nando de Colo - Boris Diaw | - Mickaël Gélabale - Rudy Gobert - Mouhammadou Jaiteh |

- Trenér: Vincent Collet

4.  Srbsko 
| - Miloš Teodosić - Marko Simonović - Ognjen Kuzmić | - Bogdan Bogdanović - Nemanja Bjelica - Stefan Marković | - Nikola Kalinić - Nemanja Nedović - Dragan Milosavljević | - Miroslav Raduljica - Zoran Erceg - Nikola Milutinov |

- Trenér: Aleksandar “Saša” Ðorđević.

5.  Řecko 
| - Giannis Bourousis - Nikos Zisis - Vasilis Spanoulis | - Nick Calathes - Stratos Perperoglou - Kostas Sloukas | - Kostas Kaimakoglou - Kostas Koufos - Georgios Printezis | - Kostas Papanikolaou - Vangelis Mantzaris - Giannis Adetokunbo |

- Trenér: Fotis Katsikaris.

6.  Itálie 
| - Amedeo della Valle - Marco Belinelli - Pietro Aradori | - Alessandro Gentile - Danilo Gallinari - Andrea Bargnani | - Marco Cusin - Luigi Datome - Nicolò Melli | - Andrea Cinciarini - Daniel Hackett - Achille Polonara |

- Trenér: Simone Pianigiani.

7.  Česko 
| - Petr Benda - Patrik Auda - Pavel Pumprla | - Vojtěch Hruban - Tomáš Satoranský - Jiří Welsch | - Pavel Houška - Luboš Bartoň - David Jelínek | - Jakub Šiřina - Blake Schilb - Jan Veselý |

- Trenér: Ronen Ginzburg.

8.  Lotyšsko 
| - Mareks Mejeris - Rolands Freimanis - Jānis Blūms | - Dairis Bertāns - Jānis Timma - Kristaps Janičenoks | - Jānis Strēlnieks - Kaspars Bērziņš - Kaspars Vecvagars | - Haralds Kārlis - Žanis Peiners - Mārtiņš Meiers |

- Trenér: Ainārs Bagatskis.

9.  Chorvatsko 
| - Ante Tomić - Damjan Rudež - Rok Stipčević | - Bojan Bogdanović - Dario Šarić - Marko Tomas | - Roko Ukić - Krunoslav Simon - Dontaye Draper | - Miro Bilan - Luka Žorić - Mario Hezonja |

- Trenér: Velimir Perasović.

10.  Izrael 
| - Dagan Yivzori - Shawn Dawson - Gal Mekel | - Lior Eliyahu - Omri Casspi - Raviv Limonad | - Elishay Kadir - Yogev Ohayon - Yaniv Green | - D’or Fischer - Robert Rothbart - Bar Timor |

- Trenér: Erez Edelstein.

11.  Polsko 
| - Olek Czyż - Aaron Cel - Anthony Darrell Slaughter | - Damian Kulig - Mateusz Ponitka - Adam Waczyński | - Marcin Gortat - Łukasz Koszarek - Przemysław Zamojski | - Przemysław Karnowski - Karol Gruszecki - Robert Skibniewski |

- Trenér: Mike Taylor.

12.  Slovinsko 
| - Nebojša Joksimovič - Luka Rupnik - Klemen Prepelič | - Jaka Blažič - Mitja Nikolič - Zoran Dragič | - Miha Zupan - Jure Balažič - Saša Zagorac | - Alen Omić - Jaka Klobučar - Uroš Slokar |

- Trenér: Jure Zdovc.

13.  Belgie 
| - Lionel Bosco - Sam van Rossom - Ael Hervelle | - Jean-Marc Mwema - Jonathan Tabu - Quentin Serron | - Wen Mukubu - Pierre-Antoine Gillet - Maime de Zeeuw | - Kevin Tumba - Jean Salumu - Matt Lojeski |

- Trenér: Eddy Casteels.

14.  Turecko 
| - Kartal Özmızrak - Sinan Güler - Cedi Osman | - Barış Hersek - Ersan İlyasova - Semih Erden | - Melih Mahmutoğlu - Oğuz Savaş - Furkan Korkmaz | - Ali Muhammed - Göksenin Köksal - Furkan Aldemir |

- Trenér: Ergin Ataman.

15.  Gruzie 
| - Jacob Pullen - Nika Metreveli - Zaza Pachulia | - Giorgi Tsintsadze - Giorgi Shermadini - Duda Sanadze | - Manuchar Markoishvili - Levan Patsatsia - Viktor Sanikidze | - Beka Burjanadze - Tornike Shengelia - Besik Lezhava |

- Trenér: Igor Kokoškov.

16.  Finsko 
| - Mikko Koivisto - Shawn Huff - Gerald Lee | - Sasu Salin - Tuukka Kotti - Petteri Koponen | - Matti Nuutinen - Ville Kaunisto - Joonas Cavén | - Roope Ahonen - Jamar Wilson - Erik Murphy |

- Trenér: Henrik Dettmann.

17.  Rusko 
| - Andrej Zubkov - Jevgenij Baburin - Ruslan Patejev | - Vitalij Fridzon - Egor Vjalcev - Semjon Antonov | - Sergej Monja - Dmitrij Chvostov - Anton Ponkrašov | - Andrej Voroncevič - Andrej Desjatnikov - Nikita Kurbanov |

- Trenér: Evgenij Pašutin.

18.  Německo 
| - Maodo Lô - Niels Giffey - Ale King | - Heiko Schaffartzik - Karsten Tadda - Tibor Pleiss | - Robin Benzing - Dirk Nowitzki - Dennis Schröder | - Paul Zipser - Anton Gavel - Johannes Voigtmann |

- Trenér: Chris Fleming.

19.  Makedonie 
| - Vladimir Brčkov - Vlado Ilievski - Darko Sokolov | - Aleksandar Kostoski - Vojdan Stojanovski - Damjan Stojanovski | - Marko Simonovski - Ljubomir Mladenovski - Bojan Trajkovski | - Stojan Gjuroski - Richard Hendri - Predrag Samardžiski |

- Trenér: Marjan Srbinovski.

20.  Estonsko 
| - Rain Veideman - Tanel Sokk - Gert Dorbek | - Sten-Timmu Sokk - Janar Talts - Gregor Arbet | - Erik Keedus - Siim-Sander Vene - Joosep Toome | - Kristjan Kangur - Reinar Hallik - Tanel Kurbas |

- Trenér: Tiit Sokk.

21.  Nizozemsko 
| - Yannick Franke - Leon Williams - Worthy de Jong | - Charlon Kloof - Mohamed Kherrazi - Ralf de Pagter | - Kees Akerboom - Roeland Schaftenaar - Nicolas de Jong | - Robin Smeulders - Henk Norel - Arvin Slagter |

- Trenér: Toon van Helfteren.

22.  Ukrajina 
| - Maxym Pustozvonov - Jerome Randle - Oleksandr Mišula | - Denys Lukašov - Kyrylo Fesenko - Oleksandr Sizov | - Stanislav Tymofejenko - Oleksandr Lypovyj - Maksym Kornienko | - Igor Zajcev - Artem Pustovyj - Pavlo Krutous |

- Trenér: Evgen Murzin.

23.  Bosna a Hercegovina 
| - Muhamed Pašalić - Nedim Buza - Andrija Stipanović | - Marko Šutalo - Edin Bavčić - Nemanja Gordić | - Elmedin Kikanović - Dalibor Peršić - Milan Milošević | - Ale Renfroe - Adin Vrabac - Draško Albijanić |

- Trenér: Duško Ivanović.

24.  Island 
| - Martin Hermannsson - Ael Kárason - Ragnar Nathanaelsson | - Jakob Sigurðarson - Hlynur Bæringsson - Jón Stefánsson | - Helgi Magnússon - Hörður Vilhjálmsson - Logi Gunnarsson | - Pavel Ermolinskij - Haukur Palsson - Ægir Steinarsson |

- Trenér: Craig Pedersen.

## Konečné pořadí
| Pořadí           | Tým                 | Z | V | P | Skóre   | B  |
| ---------------- | ------------------- | - | - | - | ------- | -- |
| Zlatá medaile    | Španělsko           | 9 | 7 | 2 | 761:686 | 16 |
| Stříbrná medaile | Litva               | 9 | 7 | 2 | 670:646 | 16 |
| Bronzová medaile | Francie             | 9 | 8 | 1 | 723:606 | 17 |
| 4.               | Srbsko              | 9 | 7 | 2 | 748:658 | 16 |
| 5.               | Řecko               | 8 | 7 | 1 | 630:557 | 15 |
| 6.               | Itálie              | 8 | 5 | 3 | 686:651 | 13 |
| 7.               | Česko               | 9 | 5 | 4 | 692:645 | 14 |
| 8.               | Lotyšsko            | 9 | 4 | 5 | 651:683 | 13 |
| 9.               | Chorvatsko          | 6 | 3 | 3 | 418:423 | 9  |
| 10.              | Izrael              | 6 | 3 | 3 | 452:466 | 9  |
| 11.              | Polsko              | 6 | 3 | 3 | 433:432 | 9  |
| 12.              | Slovinsko           | 6 | 3 | 3 | 433:429 | 9  |
| 13.              | Belgie              | 6 | 3 | 3 | 424:419 | 9  |
| 14.              | Turecko             | 6 | 3 | 3 | 482:535 | 9  |
| 15.              | Gruzie              | 6 | 2 | 4 | 450:449 | 8  |
| 16.              | Finsko              | 6 | 2 | 4 | 470:486 | 8  |
| 17.              | Rusko               | 5 | 1 | 4 | 379:374 | 6  |
| 18.              | Německo             | 5 | 1 | 4 | 370:379 | 6  |
| 19.              | Makedonie           | 5 | 1 | 4 | 324:381 | 6  |
| 20.              | Estonsko            | 5 | 1 | 4 | 316:374 | 6  |
| 21.              | Nizozemsko          | 5 | 1 | 4 | 355:377 | 6  |
| 22.              | Ukrajina            | 5 | 1 | 4 | 349:378 | 6  |
| 23.              | Bosna a Hercegovina | 5 | 1 | 4 | 324:402 | 6  |
| 24.              | Island              | 5 | 0 | 5 | 368:445 | 5  |